# Lengyel fejedelmek és királyok családfája
Az alábbi családfa Lengyelország uralkodóinak, azaz, nagyfejedelmeinek és királyainak a leszármazását mutatja be, 960-tól 1668-ig. A kezdő időpont azért 960, mert I. Mieszko nagyfejedelem, 960 körül egyesítette azokat a területeket, amelyeket később Lengyelországnak neveztek, elsőként a lengyel uralkodók közül. 1668-ban II. János Kázmér király lemondott. Az őt, 1795-ig, Lengyelország felosztásáig követő királyok, nem voltak elhelyezhetőek a családfán, őket jegyzetben soroljuk fel. A forrásokban, több személy esetében, a születési időpontokra eltérőek az adatok (van, amikor a halál időpontjára is.). A szócikk szerkesztése során, az uralkodás kezdő és befejező időpontjait illetően, „Petr Čornej és szerzőtársai: Európa uralkodói (Maecenas, Budapest, 1999.)” című szakkönyvben szereplő adatokat tekintettük irányadónak.

## A családfa
|  |  | | | | | | | | | | | | | | | | | | | | | | | | | | | | | | | | | | | | | | | | | | | | | | | | | | |                                                               |                                                               |                                                               |                                                               |  |  |  |  |  |  |  |  |  |  |  |  |  |  |  |  |  |  |  |  |  |  |  |  |  |  |  |  |  |  |  |  |  |  |
|  |  | | | | | | | | | I. Mieszko 922/ 945 – 992, nagyfejedelem: 960-992 (Piast-ház]]) | | | | | | | | | | | | | | | | | | | | | | | | | | | | | | | | | | | | | | | | | |                                                               |                                                               |                                                               |                                                               |  |  |  |  |  |  |  |  |  |  |  |  |  |  |  |  |  |  |  |  |  |  |  |  |  |  |  |  |  |  |  |  |  |  |
|  |  | | | | | | | | | | | | | | | | | | | | | | | | | | | | | | | | | | | | | | | | | | | | | | | | | | |                                                               |                                                               |                                                               |                                                               |  |  |  |  |  |  |  |  |  |  |  |  |  |  |  |  |  |  |  |  |  |  |  |  |  |  |  |  |  |  |  |  |  |  |
|  |  | | | | | | | | | I. (Bátor, Nagy) Boleszláv 967 körül – 1025, nagyfejedelem: 992-1025, I. Boleszláv király: 1025, (IV.) Boleszláv, cseh fejedelem: 1003-1004 (trónfosztva) (Piast-ház) | | | | | | | | | | | | | | | | | | | | | | | | | | | | | | | | | | | | | | | | | |                                                               |                                                               |                                                               |                                                               |  |  |  |  |  |  |  |  |  |  |  |  |  |  |  |  |  |  |  |  |  |  |  |  |  |  |  |  |  |  |  |  |  |  |
|  |  | | | | | | | | | | | | | | | | | | | | | | | | | | | | | | | | | | | | | | | | | | | | | | | | | | |                                                               |                                                               |                                                               |                                                               |  |  |  |  |  |  |  |  |  |  |  |  |  |  |  |  |  |  |  |  |  |  |  |  |  |  |  |  |  |  |  |  |  |  |
|  |  | | | | | | | | | | | | | | | | | | | | | | | | | | | | | | | | | | | | | | | | | | | | | | | | | | |                                                               |                                                               |                                                               |                                                               |  |  |  |  |  |  |  |  |  |  |  |  |  |  |  |  |  |  |  |  |  |  |  |  |  |  |  |  |  |  |  |  |  |  |
|  |  | | | | | Bezprym („Veszprém”) 986/987 – 1032, nagyfejedelem: 1031-1032 (Piast-ház)                               | Bezprym („Veszprém”) 986/987 – 1032, nagyfejedelem: 1031-1032 (Piast-ház)                               | Bezprym („Veszprém”) 986/987 – 1032, nagyfejedelem: 1031-1032 (Piast-ház)                             | Bezprym („Veszprém”) 986/987 – 1032, nagyfejedelem: 1031-1032 (Piast-ház)                             | Bezprym („Veszprém”) 986/987 – 1032, nagyfejedelem: 1031-1032 (Piast-ház)                                                                                             | Bezprym („Veszprém”) 986/987 – 1032, nagyfejedelem: 1031-1032 (Piast-ház)                                                           | | | II. Mieszko Lambert 990 – 1034, király: 1025-1031 (trónfosztva), nagyfejedelem: 1032-1034 (Piast-ház)                                                | II. Mieszko Lambert 990 – 1034, király: 1025-1031 (trónfosztva), nagyfejedelem: 1032-1034 (Piast-ház)                                                | II. Mieszko Lambert 990 – 1034, király: 1025-1031 (trónfosztva), nagyfejedelem: 1032-1034 (Piast-ház)                                                          | II. Mieszko Lambert 990 – 1034, király: 1025-1031 (trónfosztva), nagyfejedelem: 1032-1034 (Piast-ház)                                                          | II. Mieszko Lambert 990 – 1034, király: 1025-1031 (trónfosztva), nagyfejedelem: 1032-1034 (Piast-ház)                                                          | II. Mieszko Lambert 990 – 1034, király: 1025-1031 (trónfosztva), nagyfejedelem: 1032-1034 (Piast-ház)                                                          | | | | | | | | | | | | | | | | | | | | | | | | | | | | | | | | |                                                               |                                                               |                                                               |                                                               |  |  |  |  |  |  |  |  |  |  |  |  |  |  |  |  |  |  |  |  |  |  |  |  |  |  |  |  |  |  |  |  |  |  |
|  |  | | | | | Bezprym („Veszprém”) 986/987 – 1032, nagyfejedelem: 1031-1032 (Piast-ház)                               | Bezprym („Veszprém”) 986/987 – 1032, nagyfejedelem: 1031-1032 (Piast-ház)                               | Bezprym („Veszprém”) 986/987 – 1032, nagyfejedelem: 1031-1032 (Piast-ház)                             | Bezprym („Veszprém”) 986/987 – 1032, nagyfejedelem: 1031-1032 (Piast-ház)                             | Bezprym („Veszprém”) 986/987 – 1032, nagyfejedelem: 1031-1032 (Piast-ház)                                                                                             | Bezprym („Veszprém”) 986/987 – 1032, nagyfejedelem: 1031-1032 (Piast-ház)                                                           | | | II. Mieszko Lambert 990 – 1034, király: 1025-1031 (trónfosztva), nagyfejedelem: 1032-1034 (Piast-ház)                                                | II. Mieszko Lambert 990 – 1034, király: 1025-1031 (trónfosztva), nagyfejedelem: 1032-1034 (Piast-ház)                                                | II. Mieszko Lambert 990 – 1034, király: 1025-1031 (trónfosztva), nagyfejedelem: 1032-1034 (Piast-ház)                                                          | II. Mieszko Lambert 990 – 1034, király: 1025-1031 (trónfosztva), nagyfejedelem: 1032-1034 (Piast-ház)                                                          | II. Mieszko Lambert 990 – 1034, király: 1025-1031 (trónfosztva), nagyfejedelem: 1032-1034 (Piast-ház)                                                          | II. Mieszko Lambert 990 – 1034, király: 1025-1031 (trónfosztva), nagyfejedelem: 1032-1034 (Piast-ház)                                                          | | | | | | | | | | | | | | | | | | | | | | | | | | | | | | | | |                                                               |                                                               |                                                               |                                                               |  |  |  |  |  |  |  |  |  |  |  |  |  |  |  |  |  |  |  |  |  |  |  |  |  |  |  |  |  |  |  |  |  |  |
|  |  | | | | | | | | | | | | | I. (Helyreállító, Megújító) Kázmér 1016 – 1058, nagyfejedelem: 1034-1037 (száműzték, //) és 1040-1058 (Piast-ház)                                    | | | | | | | | | | | | | | | | | | | | | | | | | | | | | | | | | | | | | |                                                               |                                                               |                                                               |                                                               |  |  |  |  |  |  |  |  |  |  |  |  |  |  |  |  |  |  |  |  |  |  |  |  |  |  |  |  |  |  |  |  |  |  |
|  |  | | | | | | | | | | | | | | | | | | | | | | | | | | | | | | | | | | | | | | | | | | | | | | | | | | |                                                               |                                                               |                                                               |                                                               |  |  |  |  |  |  |  |  |  |  |  |  |  |  |  |  |  |  |  |  |  |  |  |  |  |  |  |  |  |  |  |  |  |  |
|  |  | | | | | | | | | | | | | | | | | | | | | | | | | | | | | | | | | | | | | | | | | | | | | | | | | | |                                                               |                                                               |                                                               |                                                               |  |  |  |  |  |  |  |  |  |  |  |  |  |  |  |  |  |  |  |  |  |  |  |  |  |  |  |  |  |  |  |  |  |  |
|  |  | | | | | | | | | II. (Merész) Boleszláv 1042 körül – 1081/ 1082, nagyfejedelem: 1058-1076, II. Boleszláv király: 1076-1079 (trónfosztva) (Piast-ház)                                   | II. (Merész) Boleszláv 1042 körül – 1081/ 1082, nagyfejedelem: 1058-1076, II. Boleszláv király: 1076-1079 (trónfosztva) (Piast-ház) | II. (Merész) Boleszláv 1042 körül – 1081/ 1082, nagyfejedelem: 1058-1076, II. Boleszláv király: 1076-1079 (trónfosztva) (Piast-ház) | II. (Merész) Boleszláv 1042 körül – 1081/ 1082, nagyfejedelem: 1058-1076, II. Boleszláv király: 1076-1079 (trónfosztva) (Piast-ház) | II. (Merész) Boleszláv 1042 körül – 1081/ 1082, nagyfejedelem: 1058-1076, II. Boleszláv király: 1076-1079 (trónfosztva) (Piast-ház)                  | II. (Merész) Boleszláv 1042 körül – 1081/ 1082, nagyfejedelem: 1058-1076, II. Boleszláv király: 1076-1079 (trónfosztva) (Piast-ház)                  | | | I. Ulászló Herman 1043 – 1102, nagyfejedelem: 1079-1102 (Piast-ház)                                                                                            | I. Ulászló Herman 1043 – 1102, nagyfejedelem: 1079-1102 (Piast-ház)                                                                                            | I. Ulászló Herman 1043 – 1102, nagyfejedelem: 1079-1102 (Piast-ház)                                                                                            | I. Ulászló Herman 1043 – 1102, nagyfejedelem: 1079-1102 (Piast-ház)                                                                                            | I. Ulászló Herman 1043 – 1102, nagyfejedelem: 1079-1102 (Piast-ház)                                                                                | I. Ulászló Herman 1043 – 1102, nagyfejedelem: 1079-1102 (Piast-ház)                                                                                | | | | | | | | | | | | | | | | | | | | | | | | | | | | |                                                               |                                                               |                                                               |                                                               |  |  |  |  |  |  |  |  |  |  |  |  |  |  |  |  |  |  |  |  |  |  |  |  |  |  |  |  |  |  |  |  |  |  |
|  |  | | | | | | | | | II. (Merész) Boleszláv 1042 körül – 1081/ 1082, nagyfejedelem: 1058-1076, II. Boleszláv király: 1076-1079 (trónfosztva) (Piast-ház)                                   | II. (Merész) Boleszláv 1042 körül – 1081/ 1082, nagyfejedelem: 1058-1076, II. Boleszláv király: 1076-1079 (trónfosztva) (Piast-ház) | II. (Merész) Boleszláv 1042 körül – 1081/ 1082, nagyfejedelem: 1058-1076, II. Boleszláv király: 1076-1079 (trónfosztva) (Piast-ház) | II. (Merész) Boleszláv 1042 körül – 1081/ 1082, nagyfejedelem: 1058-1076, II. Boleszláv király: 1076-1079 (trónfosztva) (Piast-ház) | II. (Merész) Boleszláv 1042 körül – 1081/ 1082, nagyfejedelem: 1058-1076, II. Boleszláv király: 1076-1079 (trónfosztva) (Piast-ház)                  | II. (Merész) Boleszláv 1042 körül – 1081/ 1082, nagyfejedelem: 1058-1076, II. Boleszláv király: 1076-1079 (trónfosztva) (Piast-ház)                  | | | I. Ulászló Herman 1043 – 1102, nagyfejedelem: 1079-1102 (Piast-ház)                                                                                            | I. Ulászló Herman 1043 – 1102, nagyfejedelem: 1079-1102 (Piast-ház)                                                                                            | I. Ulászló Herman 1043 – 1102, nagyfejedelem: 1079-1102 (Piast-ház)                                                                                            | I. Ulászló Herman 1043 – 1102, nagyfejedelem: 1079-1102 (Piast-ház)                                                                                            | I. Ulászló Herman 1043 – 1102, nagyfejedelem: 1079-1102 (Piast-ház)                                                                                | I. Ulászló Herman 1043 – 1102, nagyfejedelem: 1079-1102 (Piast-ház)                                                                                | | | | | | | | | | | | | | | | | | | | | | | | | | | | |                                                               |                                                               |                                                               |                                                               |  |  |  |  |  |  |  |  |  |  |  |  |  |  |  |  |  |  |  |  |  |  |  |  |  |  |  |  |  |  |  |  |  |  |
|  |  | | | | | | | | | | | | | | | | | | | | | | | | | | | | | | | | | | | | | | | | | | | | | | | | | | |                                                               |                                                               |                                                               |                                                               |  |  |  |  |  |  |  |  |  |  |  |  |  |  |  |  |  |  |  |  |  |  |  |  |  |  |  |  |  |  |  |  |  |  |
|  |  | | | | | | | | | | | | | Zbigniew 1073 – 1113, nagyfejedelem: 1102-1107 (trónfosztva) (Piast-ház)                                                                             | Zbigniew 1073 – 1113, nagyfejedelem: 1102-1107 (trónfosztva) (Piast-ház)                                                                             | Zbigniew 1073 – 1113, nagyfejedelem: 1102-1107 (trónfosztva) (Piast-ház)                                                                                       | Zbigniew 1073 – 1113, nagyfejedelem: 1102-1107 (trónfosztva) (Piast-ház)                                                                                       | Zbigniew 1073 – 1113, nagyfejedelem: 1102-1107 (trónfosztva) (Piast-ház)                                                                                       | Zbigniew 1073 – 1113, nagyfejedelem: 1102-1107 (trónfosztva) (Piast-ház)                                                                                       | | | III. (Ferdeszájú) Boleszláv 1086 – 1138, nagyfejedelem: 1102-1138 () (Piast-ház)                                                                   | III. (Ferdeszájú) Boleszláv 1086 – 1138, nagyfejedelem: 1102-1138 () (Piast-ház)                                                                   | III. (Ferdeszájú) Boleszláv 1086 – 1138, nagyfejedelem: 1102-1138 () (Piast-ház)                                                                   | III. (Ferdeszájú) Boleszláv 1086 – 1138, nagyfejedelem: 1102-1138 () (Piast-ház)                                                                   | III. (Ferdeszájú) Boleszláv 1086 – 1138, nagyfejedelem: 1102-1138 () (Piast-ház)                                                                   | III. (Ferdeszájú) Boleszláv 1086 – 1138, nagyfejedelem: 1102-1138 () (Piast-ház)                                                                   | | | | | | | | | | | | | | | | | | | | | | | | |                                                               |                                                               |                                                               |                                                               |  |  |  |  |  |  |  |  |  |  |  |  |  |  |  |  |  |  |  |  |  |  |  |  |  |  |  |  |  |  |  |  |  |  |
|  |  | | | | | | | | | | | | | Zbigniew 1073 – 1113, nagyfejedelem: 1102-1107 (trónfosztva) (Piast-ház)                                                                             | Zbigniew 1073 – 1113, nagyfejedelem: 1102-1107 (trónfosztva) (Piast-ház)                                                                             | Zbigniew 1073 – 1113, nagyfejedelem: 1102-1107 (trónfosztva) (Piast-ház)                                                                                       | Zbigniew 1073 – 1113, nagyfejedelem: 1102-1107 (trónfosztva) (Piast-ház)                                                                                       | Zbigniew 1073 – 1113, nagyfejedelem: 1102-1107 (trónfosztva) (Piast-ház)                                                                                       | Zbigniew 1073 – 1113, nagyfejedelem: 1102-1107 (trónfosztva) (Piast-ház)                                                                                       | | | III. (Ferdeszájú) Boleszláv 1086 – 1138, nagyfejedelem: 1102-1138 () (Piast-ház)                                                                   | III. (Ferdeszájú) Boleszláv 1086 – 1138, nagyfejedelem: 1102-1138 () (Piast-ház)                                                                   | III. (Ferdeszájú) Boleszláv 1086 – 1138, nagyfejedelem: 1102-1138 () (Piast-ház)                                                                   | III. (Ferdeszájú) Boleszláv 1086 – 1138, nagyfejedelem: 1102-1138 () (Piast-ház)                                                                   | III. (Ferdeszájú) Boleszláv 1086 – 1138, nagyfejedelem: 1102-1138 () (Piast-ház)                                                                   | III. (Ferdeszájú) Boleszláv 1086 – 1138, nagyfejedelem: 1102-1138 () (Piast-ház)                                                                   | | | | | | | | | | | | | | | | | | | | | | | | |                                                               |                                                               |                                                               |                                                               |  |  |  |  |  |  |  |  |  |  |  |  |  |  |  |  |  |  |  |  |  |  |  |  |  |  |  |  |  |  |  |  |  |  |
|  |  | | | | | | | | | | | | | | | | | | | | | | | | | | | | | | | | | | | | | | | | | | | | | | | | | | |                                                               |                                                               |                                                               |                                                               |  |  |  |  |  |  |  |  |  |  |  |  |  |  |  |  |  |  |  |  |  |  |  |  |  |  |  |  |  |  |  |  |  |  |
|  |  | | | | | II. (Száműzött) Ulászló 1105 – 1159, nagyfejedelem: 1138-1146 (trónfosztva) (Piast-ház)                 | II. (Száműzött) Ulászló 1105 – 1159, nagyfejedelem: 1138-1146 (trónfosztva) (Piast-ház)                 | II. (Száműzött) Ulászló 1105 – 1159, nagyfejedelem: 1138-1146 (trónfosztva) (Piast-ház)               | II. (Száműzött) Ulászló 1105 – 1159, nagyfejedelem: 1138-1146 (trónfosztva) (Piast-ház)               | II. (Száműzött) Ulászló 1105 – 1159, nagyfejedelem: 1138-1146 (trónfosztva) (Piast-ház)                                                                               | II. (Száműzött) Ulászló 1105 – 1159, nagyfejedelem: 1138-1146 (trónfosztva) (Piast-ház)                                             | | | IV. (Göndörhajú) Boleszláv 1122 körül – 1173, nagyfejedelem: 1146-1173 (Piast-ház)                                                                   | IV. (Göndörhajú) Boleszláv 1122 körül – 1173, nagyfejedelem: 1146-1173 (Piast-ház)                                                                   | IV. (Göndörhajú) Boleszláv 1122 körül – 1173, nagyfejedelem: 1146-1173 (Piast-ház)                                                                             | IV. (Göndörhajú) Boleszláv 1122 körül – 1173, nagyfejedelem: 1146-1173 (Piast-ház)                                                                             | IV. (Göndörhajú) Boleszláv 1122 körül – 1173, nagyfejedelem: 1146-1173 (Piast-ház)                                                                             | IV. (Göndörhajú) Boleszláv 1122 körül – 1173, nagyfejedelem: 1146-1173 (Piast-ház)                                                                             | | | III. (Öreg) Mieszko 1122/1125 – 1202, nagyfejedelem: 1173-1177 (trónfosztva), 1198-1199 (trónfosztva), 1200-1201 (trónfosztva) és 1202 (Piast-ház) | III. (Öreg) Mieszko 1122/1125 – 1202, nagyfejedelem: 1173-1177 (trónfosztva), 1198-1199 (trónfosztva), 1200-1201 (trónfosztva) és 1202 (Piast-ház) | III. (Öreg) Mieszko 1122/1125 – 1202, nagyfejedelem: 1173-1177 (trónfosztva), 1198-1199 (trónfosztva), 1200-1201 (trónfosztva) és 1202 (Piast-ház) | III. (Öreg) Mieszko 1122/1125 – 1202, nagyfejedelem: 1173-1177 (trónfosztva), 1198-1199 (trónfosztva), 1200-1201 (trónfosztva) és 1202 (Piast-ház) | III. (Öreg) Mieszko 1122/1125 – 1202, nagyfejedelem: 1173-1177 (trónfosztva), 1198-1199 (trónfosztva), 1200-1201 (trónfosztva) és 1202 (Piast-ház) | III. (Öreg) Mieszko 1122/1125 – 1202, nagyfejedelem: 1173-1177 (trónfosztva), 1198-1199 (trónfosztva), 1200-1201 (trónfosztva) és 1202 (Piast-ház) | | | | | | | | | | | II. (Igazságos) Kázmér 1138 – 1194, nagyfejedelem: 1177-1194 (Piast-ház)                                                                                                  | II. (Igazságos) Kázmér 1138 – 1194, nagyfejedelem: 1177-1194 (Piast-ház)                                                                                                  | II. (Igazságos) Kázmér 1138 – 1194, nagyfejedelem: 1177-1194 (Piast-ház)                                                   | II. (Igazságos) Kázmér 1138 – 1194, nagyfejedelem: 1177-1194 (Piast-ház)                                                   | II. (Igazságos) Kázmér 1138 – 1194, nagyfejedelem: 1177-1194 (Piast-ház)                                                   | II. (Igazságos) Kázmér 1138 – 1194, nagyfejedelem: 1177-1194 (Piast-ház)                                                   | | | | | | | | |                                                               |                                                               |                                                               |                                                               |  |  |  |  |  |  |  |  |  |  |  |  |  |  |  |  |  |  |  |  |  |  |  |  |  |  |  |  |  |  |  |  |  |  |
|  |  | | | | | II. (Száműzött) Ulászló 1105 – 1159, nagyfejedelem: 1138-1146 (trónfosztva) (Piast-ház)                 | II. (Száműzött) Ulászló 1105 – 1159, nagyfejedelem: 1138-1146 (trónfosztva) (Piast-ház)                 | II. (Száműzött) Ulászló 1105 – 1159, nagyfejedelem: 1138-1146 (trónfosztva) (Piast-ház)               | II. (Száműzött) Ulászló 1105 – 1159, nagyfejedelem: 1138-1146 (trónfosztva) (Piast-ház)               | II. (Száműzött) Ulászló 1105 – 1159, nagyfejedelem: 1138-1146 (trónfosztva) (Piast-ház)                                                                               | II. (Száműzött) Ulászló 1105 – 1159, nagyfejedelem: 1138-1146 (trónfosztva) (Piast-ház)                                             | | | IV. (Göndörhajú) Boleszláv 1122 körül – 1173, nagyfejedelem: 1146-1173 (Piast-ház)                                                                   | IV. (Göndörhajú) Boleszláv 1122 körül – 1173, nagyfejedelem: 1146-1173 (Piast-ház)                                                                   | IV. (Göndörhajú) Boleszláv 1122 körül – 1173, nagyfejedelem: 1146-1173 (Piast-ház)                                                                             | IV. (Göndörhajú) Boleszláv 1122 körül – 1173, nagyfejedelem: 1146-1173 (Piast-ház)                                                                             | IV. (Göndörhajú) Boleszláv 1122 körül – 1173, nagyfejedelem: 1146-1173 (Piast-ház)                                                                             | IV. (Göndörhajú) Boleszláv 1122 körül – 1173, nagyfejedelem: 1146-1173 (Piast-ház)                                                                             | | | III. (Öreg) Mieszko 1122/1125 – 1202, nagyfejedelem: 1173-1177 (trónfosztva), 1198-1199 (trónfosztva), 1200-1201 (trónfosztva) és 1202 (Piast-ház) | III. (Öreg) Mieszko 1122/1125 – 1202, nagyfejedelem: 1173-1177 (trónfosztva), 1198-1199 (trónfosztva), 1200-1201 (trónfosztva) és 1202 (Piast-ház) | III. (Öreg) Mieszko 1122/1125 – 1202, nagyfejedelem: 1173-1177 (trónfosztva), 1198-1199 (trónfosztva), 1200-1201 (trónfosztva) és 1202 (Piast-ház) | III. (Öreg) Mieszko 1122/1125 – 1202, nagyfejedelem: 1173-1177 (trónfosztva), 1198-1199 (trónfosztva), 1200-1201 (trónfosztva) és 1202 (Piast-ház) | III. (Öreg) Mieszko 1122/1125 – 1202, nagyfejedelem: 1173-1177 (trónfosztva), 1198-1199 (trónfosztva), 1200-1201 (trónfosztva) és 1202 (Piast-ház) | III. (Öreg) Mieszko 1122/1125 – 1202, nagyfejedelem: 1173-1177 (trónfosztva), 1198-1199 (trónfosztva), 1200-1201 (trónfosztva) és 1202 (Piast-ház) | | | | | | | | | | | II. (Igazságos) Kázmér 1138 – 1194, nagyfejedelem: 1177-1194 (Piast-ház)                                                                                                  | II. (Igazságos) Kázmér 1138 – 1194, nagyfejedelem: 1177-1194 (Piast-ház)                                                                                                  | II. (Igazságos) Kázmér 1138 – 1194, nagyfejedelem: 1177-1194 (Piast-ház)                                                   | II. (Igazságos) Kázmér 1138 – 1194, nagyfejedelem: 1177-1194 (Piast-ház)                                                   | II. (Igazságos) Kázmér 1138 – 1194, nagyfejedelem: 1177-1194 (Piast-ház)                                                   | II. (Igazságos) Kázmér 1138 – 1194, nagyfejedelem: 1177-1194 (Piast-ház)                                                   | | | | | | | | |                                                               |                                                               |                                                               |                                                               |  |  |  |  |  |  |  |  |  |  |  |  |  |  |  |  |  |  |  |  |  |  |  |  |  |  |  |  |  |  |  |  |  |  |
|  |  | | | | | | | | | | | | | | | | | | | | | | | | | | | | | | | | | | | | | | | | | | | | | | | | | | |                                                               |                                                               |                                                               |                                                               |  |  |  |  |  |  |  |  |  |  |  |  |  |  |  |  |  |  |  |  |  |  |  |  |  |  |  |  |  |  |  |  |  |  |
|  |  | I. (Hosszú, Sziléziai) Boleszláv 1127 – 1201, sziléziai herceg (Piast-ház)                              | I. (Hosszú, Sziléziai) Boleszláv 1127 – 1201, sziléziai herceg (Piast-ház)                              | I. (Hosszú, Sziléziai) Boleszláv 1127 – 1201, sziléziai herceg (Piast-ház)                              | I. (Hosszú, Sziléziai) Boleszláv 1127 – 1201, sziléziai herceg (Piast-ház)                              | I. (Hosszú, Sziléziai) Boleszláv 1127 – 1201, sziléziai herceg (Piast-ház)                              | I. (Hosszú, Sziléziai) Boleszláv 1127 – 1201, sziléziai herceg (Piast-ház)                              | | | IV. (Görbelábú) Mieszko 1131/ 1146 – 1211, nagyfejedelem: 1210-1211 (Piast-ház)                                                                                       | IV. (Görbelábú) Mieszko 1131/ 1146 – 1211, nagyfejedelem: 1210-1211 (Piast-ház)                                                     | IV. (Görbelábú) Mieszko 1131/ 1146 – 1211, nagyfejedelem: 1210-1211 (Piast-ház)                                                     | IV. (Görbelábú) Mieszko 1131/ 1146 – 1211, nagyfejedelem: 1210-1211 (Piast-ház)                                                     | IV. (Görbelábú) Mieszko 1131/ 1146 – 1211, nagyfejedelem: 1210-1211 (Piast-ház)                                                                      | IV. (Görbelábú) Mieszko 1131/ 1146 – 1211, nagyfejedelem: 1210-1211 (Piast-ház)                                                                      | | | Odó 1141/1149 – 1194, poznańi herceg (Piast-ház) | Odó 1141/1149 – 1194, poznańi herceg (Piast-ház) | Odó 1141/1149 – 1194, poznańi herceg (Piast-ház) | Odó 1141/1149 – 1194, poznańi herceg (Piast-ház) | Odó 1141/1149 – 1194, poznańi herceg (Piast-ház)                                                                                                   | Odó 1141/1149 – 1194, poznańi herceg (Piast-ház)                                                                                                   | | | III. (Hosszúlábú) Ulászló 1161/1166 – 1231, nagyfejedelem: 1202 (trónfosztva) és 1202-1206 (trónfosztva) és 1227-1228 (trónfosztva) (Piast-ház)    | III. (Hosszúlábú) Ulászló 1161/1166 – 1231, nagyfejedelem: 1202 (trónfosztva) és 1202-1206 (trónfosztva) és 1227-1228 (trónfosztva) (Piast-ház)    | III. (Hosszúlábú) Ulászló 1161/1166 – 1231, nagyfejedelem: 1202 (trónfosztva) és 1202-1206 (trónfosztva) és 1227-1228 (trónfosztva) (Piast-ház) | III. (Hosszúlábú) Ulászló 1161/1166 – 1231, nagyfejedelem: 1202 (trónfosztva) és 1202-1206 (trónfosztva) és 1227-1228 (trónfosztva) (Piast-ház) | III. (Hosszúlábú) Ulászló 1161/1166 – 1231, nagyfejedelem: 1202 (trónfosztva) és 1202-1206 (trónfosztva) és 1227-1228 (trónfosztva) (Piast-ház) | III. (Hosszúlábú) Ulászló 1161/1166 – 1231, nagyfejedelem: 1202 (trónfosztva) és 1202-1206 (trónfosztva) és 1227-1228 (trónfosztva) (Piast-ház) | | | I. (Fehér) Leszek 1184/1185 – 1227, nagyfejedelem: 1194-1198 (trónfosztva), 1199-1200 (trónfosztva), 1201 (trónfosztva), 1202-1210 (trónfosztva) és 1211-1227 (Piast-ház) | I. (Fehér) Leszek 1184/1185 – 1227, nagyfejedelem: 1194-1198 (trónfosztva), 1199-1200 (trónfosztva), 1201 (trónfosztva), 1202-1210 (trónfosztva) és 1211-1227 (Piast-ház) | I. (Fehér) Leszek 1184/1185 – 1227, nagyfejedelem: 1194-1198 (trónfosztva), 1199-1200 (trónfosztva), 1201 (trónfosztva), 1202-1210 (trónfosztva) és 1211-1227 (Piast-ház) | I. (Fehér) Leszek 1184/1185 – 1227, nagyfejedelem: 1194-1198 (trónfosztva), 1199-1200 (trónfosztva), 1201 (trónfosztva), 1202-1210 (trónfosztva) és 1211-1227 (Piast-ház) | I. (Fehér) Leszek 1184/1185 – 1227, nagyfejedelem: 1194-1198 (trónfosztva), 1199-1200 (trónfosztva), 1201 (trónfosztva), 1202-1210 (trónfosztva) és 1211-1227 (Piast-ház) | I. (Fehér) Leszek 1184/1185 – 1227, nagyfejedelem: 1194-1198 (trónfosztva), 1199-1200 (trónfosztva), 1201 (trónfosztva), 1202-1210 (trónfosztva) és 1211-1227 (Piast-ház) | | | Mazóviai Konrád 1187/ 1188 – 1247, nagyfejedelem: 1229-1232 (trónfosztva) és 1241-1243 (trónfosztva) (Piast-ház)           | Mazóviai Konrád 1187/ 1188 – 1247, nagyfejedelem: 1229-1232 (trónfosztva) és 1241-1243 (trónfosztva) (Piast-ház)           | Mazóviai Konrád 1187/ 1188 – 1247, nagyfejedelem: 1229-1232 (trónfosztva) és 1241-1243 (trónfosztva) (Piast-ház)           | Mazóviai Konrád 1187/ 1188 – 1247, nagyfejedelem: 1229-1232 (trónfosztva) és 1241-1243 (trónfosztva) (Piast-ház)           | Mazóviai Konrád 1187/ 1188 – 1247, nagyfejedelem: 1229-1232 (trónfosztva) és 1241-1243 (trónfosztva) (Piast-ház)                   | Mazóviai Konrád 1187/ 1188 – 1247, nagyfejedelem: 1229-1232 (trónfosztva) és 1241-1243 (trónfosztva) (Piast-ház)                   | | | | |                                                               |                                                               |                                                               |                                                               |  |  |  |  |  |  |  |  |  |  |  |  |  |  |  |  |  |  |  |  |  |  |  |  |  |  |  |  |  |  |  |  |  |  |
|  |  | I. (Hosszú, Sziléziai) Boleszláv 1127 – 1201, sziléziai herceg (Piast-ház)                              | I. (Hosszú, Sziléziai) Boleszláv 1127 – 1201, sziléziai herceg (Piast-ház)                              | I. (Hosszú, Sziléziai) Boleszláv 1127 – 1201, sziléziai herceg (Piast-ház)                              | I. (Hosszú, Sziléziai) Boleszláv 1127 – 1201, sziléziai herceg (Piast-ház)                              | I. (Hosszú, Sziléziai) Boleszláv 1127 – 1201, sziléziai herceg (Piast-ház)                              | I. (Hosszú, Sziléziai) Boleszláv 1127 – 1201, sziléziai herceg (Piast-ház)                              | | | IV. (Görbelábú) Mieszko 1131/ 1146 – 1211, nagyfejedelem: 1210-1211 (Piast-ház)                                                                                       | IV. (Görbelábú) Mieszko 1131/ 1146 – 1211, nagyfejedelem: 1210-1211 (Piast-ház)                                                     | IV. (Görbelábú) Mieszko 1131/ 1146 – 1211, nagyfejedelem: 1210-1211 (Piast-ház)                                                     | IV. (Görbelábú) Mieszko 1131/ 1146 – 1211, nagyfejedelem: 1210-1211 (Piast-ház)                                                     | IV. (Görbelábú) Mieszko 1131/ 1146 – 1211, nagyfejedelem: 1210-1211 (Piast-ház)                                                                      | IV. (Görbelábú) Mieszko 1131/ 1146 – 1211, nagyfejedelem: 1210-1211 (Piast-ház)                                                                      | | | Odó 1141/1149 – 1194, poznańi herceg (Piast-ház) | Odó 1141/1149 – 1194, poznańi herceg (Piast-ház) | Odó 1141/1149 – 1194, poznańi herceg (Piast-ház) | Odó 1141/1149 – 1194, poznańi herceg (Piast-ház) | Odó 1141/1149 – 1194, poznańi herceg (Piast-ház)                                                                                                   | Odó 1141/1149 – 1194, poznańi herceg (Piast-ház)                                                                                                   | | | III. (Hosszúlábú) Ulászló 1161/1166 – 1231, nagyfejedelem: 1202 (trónfosztva) és 1202-1206 (trónfosztva) és 1227-1228 (trónfosztva) (Piast-ház)    | III. (Hosszúlábú) Ulászló 1161/1166 – 1231, nagyfejedelem: 1202 (trónfosztva) és 1202-1206 (trónfosztva) és 1227-1228 (trónfosztva) (Piast-ház)    | III. (Hosszúlábú) Ulászló 1161/1166 – 1231, nagyfejedelem: 1202 (trónfosztva) és 1202-1206 (trónfosztva) és 1227-1228 (trónfosztva) (Piast-ház) | III. (Hosszúlábú) Ulászló 1161/1166 – 1231, nagyfejedelem: 1202 (trónfosztva) és 1202-1206 (trónfosztva) és 1227-1228 (trónfosztva) (Piast-ház) | III. (Hosszúlábú) Ulászló 1161/1166 – 1231, nagyfejedelem: 1202 (trónfosztva) és 1202-1206 (trónfosztva) és 1227-1228 (trónfosztva) (Piast-ház) | III. (Hosszúlábú) Ulászló 1161/1166 – 1231, nagyfejedelem: 1202 (trónfosztva) és 1202-1206 (trónfosztva) és 1227-1228 (trónfosztva) (Piast-ház) | | | I. (Fehér) Leszek 1184/1185 – 1227, nagyfejedelem: 1194-1198 (trónfosztva), 1199-1200 (trónfosztva), 1201 (trónfosztva), 1202-1210 (trónfosztva) és 1211-1227 (Piast-ház) | I. (Fehér) Leszek 1184/1185 – 1227, nagyfejedelem: 1194-1198 (trónfosztva), 1199-1200 (trónfosztva), 1201 (trónfosztva), 1202-1210 (trónfosztva) és 1211-1227 (Piast-ház) | I. (Fehér) Leszek 1184/1185 – 1227, nagyfejedelem: 1194-1198 (trónfosztva), 1199-1200 (trónfosztva), 1201 (trónfosztva), 1202-1210 (trónfosztva) és 1211-1227 (Piast-ház) | I. (Fehér) Leszek 1184/1185 – 1227, nagyfejedelem: 1194-1198 (trónfosztva), 1199-1200 (trónfosztva), 1201 (trónfosztva), 1202-1210 (trónfosztva) és 1211-1227 (Piast-ház) | I. (Fehér) Leszek 1184/1185 – 1227, nagyfejedelem: 1194-1198 (trónfosztva), 1199-1200 (trónfosztva), 1201 (trónfosztva), 1202-1210 (trónfosztva) és 1211-1227 (Piast-ház) | I. (Fehér) Leszek 1184/1185 – 1227, nagyfejedelem: 1194-1198 (trónfosztva), 1199-1200 (trónfosztva), 1201 (trónfosztva), 1202-1210 (trónfosztva) és 1211-1227 (Piast-ház) | | | Mazóviai Konrád 1187/ 1188 – 1247, nagyfejedelem: 1229-1232 (trónfosztva) és 1241-1243 (trónfosztva) (Piast-ház)           | Mazóviai Konrád 1187/ 1188 – 1247, nagyfejedelem: 1229-1232 (trónfosztva) és 1241-1243 (trónfosztva) (Piast-ház)           | Mazóviai Konrád 1187/ 1188 – 1247, nagyfejedelem: 1229-1232 (trónfosztva) és 1241-1243 (trónfosztva) (Piast-ház)           | Mazóviai Konrád 1187/ 1188 – 1247, nagyfejedelem: 1229-1232 (trónfosztva) és 1241-1243 (trónfosztva) (Piast-ház)           | Mazóviai Konrád 1187/ 1188 – 1247, nagyfejedelem: 1229-1232 (trónfosztva) és 1241-1243 (trónfosztva) (Piast-ház)                   | Mazóviai Konrád 1187/ 1188 – 1247, nagyfejedelem: 1229-1232 (trónfosztva) és 1241-1243 (trónfosztva) (Piast-ház)                   | | | | |                                                               |                                                               |                                                               |                                                               |  |  |  |  |  |  |  |  |  |  |  |  |  |  |  |  |  |  |  |  |  |  |  |  |  |  |  |  |  |  |  |  |  |  |
|  |  | I. (Szakállas) Henrik 1165/1168 – 1238, nagyfejedelem: 1228-1229 (trónfosztva) és 1232-1238 (Piast-ház) | I. (Szakállas) Henrik 1165/1168 – 1238, nagyfejedelem: 1228-1229 (trónfosztva) és 1232-1238 (Piast-ház) | I. (Szakállas) Henrik 1165/1168 – 1238, nagyfejedelem: 1228-1229 (trónfosztva) és 1232-1238 (Piast-ház) | I. (Szakállas) Henrik 1165/1168 – 1238, nagyfejedelem: 1228-1229 (trónfosztva) és 1232-1238 (Piast-ház) | I. (Szakállas) Henrik 1165/1168 – 1238, nagyfejedelem: 1228-1229 (trónfosztva) és 1232-1238 (Piast-ház) | I. (Szakállas) Henrik 1165/1168 – 1238, nagyfejedelem: 1228-1229 (trónfosztva) és 1232-1238 (Piast-ház) | | | | | | | | | | | Ulászló 1190 körül – 1239, kaliszi herceg (Piast-ház) | Ulászló 1190 körül – 1239, kaliszi herceg (Piast-ház) | Ulászló 1190 körül – 1239, kaliszi herceg (Piast-ház) | Ulászló 1190 körül – 1239, kaliszi herceg (Piast-ház) | Ulászló 1190 körül – 1239, kaliszi herceg (Piast-ház)                                                                                              | Ulászló 1190 körül – 1239, kaliszi herceg (Piast-ház)                                                                                              | | | | | | | | | | | V. (Tiszta, Szemérmes) Boleszláv 1226 – 1279, nagyfejedelem: 1243-1279 (Piast-ház)                                                                                        | V. (Tiszta, Szemérmes) Boleszláv 1226 – 1279, nagyfejedelem: 1243-1279 (Piast-ház)                                                                                        | V. (Tiszta, Szemérmes) Boleszláv 1226 – 1279, nagyfejedelem: 1243-1279 (Piast-ház)                                                                                        | V. (Tiszta, Szemérmes) Boleszláv 1226 – 1279, nagyfejedelem: 1243-1279 (Piast-ház)                                                                                        | V. (Tiszta, Szemérmes) Boleszláv 1226 – 1279, nagyfejedelem: 1243-1279 (Piast-ház)                                                                                        | V. (Tiszta, Szemérmes) Boleszláv 1226 – 1279, nagyfejedelem: 1243-1279 (Piast-ház)                                                                                        | | | Kázmér 1211 körül – 1267, kujáviai herceg (Piast-ház)                                                                      | Kázmér 1211 körül – 1267, kujáviai herceg (Piast-ház)                                                                      | Kázmér 1211 körül – 1267, kujáviai herceg (Piast-ház)                                                                      | Kázmér 1211 körül – 1267, kujáviai herceg (Piast-ház)                                                                      | Kázmér 1211 körül – 1267, kujáviai herceg (Piast-ház)                                                                              | Kázmér 1211 körül – 1267, kujáviai herceg (Piast-ház)                                                                              | | | | |                                                               |                                                               |                                                               |                                                               |  |  |  |  |  |  |  |  |  |  |  |  |  |  |  |  |  |  |  |  |  |  |  |  |  |  |  |  |  |  |  |  |  |  |
|  |  | I. (Szakállas) Henrik 1165/1168 – 1238, nagyfejedelem: 1228-1229 (trónfosztva) és 1232-1238 (Piast-ház) | I. (Szakállas) Henrik 1165/1168 – 1238, nagyfejedelem: 1228-1229 (trónfosztva) és 1232-1238 (Piast-ház) | I. (Szakállas) Henrik 1165/1168 – 1238, nagyfejedelem: 1228-1229 (trónfosztva) és 1232-1238 (Piast-ház) | I. (Szakállas) Henrik 1165/1168 – 1238, nagyfejedelem: 1228-1229 (trónfosztva) és 1232-1238 (Piast-ház) | I. (Szakállas) Henrik 1165/1168 – 1238, nagyfejedelem: 1228-1229 (trónfosztva) és 1232-1238 (Piast-ház) | I. (Szakállas) Henrik 1165/1168 – 1238, nagyfejedelem: 1228-1229 (trónfosztva) és 1232-1238 (Piast-ház) | | | | | | | | | | | Ulászló 1190 körül – 1239, kaliszi herceg (Piast-ház) | Ulászló 1190 körül – 1239, kaliszi herceg (Piast-ház) | Ulászló 1190 körül – 1239, kaliszi herceg (Piast-ház) | Ulászló 1190 körül – 1239, kaliszi herceg (Piast-ház) | Ulászló 1190 körül – 1239, kaliszi herceg (Piast-ház)                                                                                              | Ulászló 1190 körül – 1239, kaliszi herceg (Piast-ház)                                                                                              | | | | | | | | | | | V. (Tiszta, Szemérmes) Boleszláv 1226 – 1279, nagyfejedelem: 1243-1279 (Piast-ház)                                                                                        | V. (Tiszta, Szemérmes) Boleszláv 1226 – 1279, nagyfejedelem: 1243-1279 (Piast-ház)                                                                                        | V. (Tiszta, Szemérmes) Boleszláv 1226 – 1279, nagyfejedelem: 1243-1279 (Piast-ház)                                                                                        | V. (Tiszta, Szemérmes) Boleszláv 1226 – 1279, nagyfejedelem: 1243-1279 (Piast-ház)                                                                                        | V. (Tiszta, Szemérmes) Boleszláv 1226 – 1279, nagyfejedelem: 1243-1279 (Piast-ház)                                                                                        | V. (Tiszta, Szemérmes) Boleszláv 1226 – 1279, nagyfejedelem: 1243-1279 (Piast-ház)                                                                                        | | | Kázmér 1211 körül – 1267, kujáviai herceg (Piast-ház)                                                                      | Kázmér 1211 körül – 1267, kujáviai herceg (Piast-ház)                                                                      | Kázmér 1211 körül – 1267, kujáviai herceg (Piast-ház)                                                                      | Kázmér 1211 körül – 1267, kujáviai herceg (Piast-ház)                                                                      | Kázmér 1211 körül – 1267, kujáviai herceg (Piast-ház)                                                                              | Kázmér 1211 körül – 1267, kujáviai herceg (Piast-ház)                                                                              | | | | |                                                               |                                                               |                                                               |                                                               |  |  |  |  |  |  |  |  |  |  |  |  |  |  |  |  |  |  |  |  |  |  |  |  |  |  |  |  |  |  |  |  |  |  |
|  |  | | | | | | | | | | | | | | | | | | | | | | | | | | | | | | | | | | | | | | | | | | | | | | | | | | |                                                               |                                                               |                                                               |                                                               |  |  |  |  |  |  |  |  |  |  |  |  |  |  |  |  |  |  |  |  |  |  |  |  |  |  |  |  |  |  |  |  |  |  |
|  |  | II. (Jámbor) Henrik 1196/1207 – 1241, nagyfejedelem: 1238-1241 (Piast-ház)                              | II. (Jámbor) Henrik 1196/1207 – 1241, nagyfejedelem: 1238-1241 (Piast-ház)                              | II. (Jámbor) Henrik 1196/1207 – 1241, nagyfejedelem: 1238-1241 (Piast-ház)                              | II. (Jámbor) Henrik 1196/1207 – 1241, nagyfejedelem: 1238-1241 (Piast-ház)                              | II. (Jámbor) Henrik 1196/1207 – 1241, nagyfejedelem: 1238-1241 (Piast-ház)                              | II. (Jámbor) Henrik 1196/1207 – 1241, nagyfejedelem: 1238-1241 (Piast-ház)                              | | | | | | | | | | | I. Przemysł 1220/1221 – 1257, nagy-lengyelországi herceg (Piast-ház)                                                                                           | I. Przemysł 1220/1221 – 1257, nagy-lengyelországi herceg (Piast-ház)                                                                                           | I. Przemysł 1220/1221 – 1257, nagy-lengyelországi herceg (Piast-ház)                                                                                           | I. Przemysł 1220/1221 – 1257, nagy-lengyelországi herceg (Piast-ház)                                                                                           | I. Przemysł 1220/1221 – 1257, nagy-lengyelországi herceg (Piast-ház)                                                                               | I. Przemysł 1220/1221 – 1257, nagy-lengyelországi herceg (Piast-ház)                                                                               | | | | | | | | | | | | | | | II. (Fekete) Leszek 1241 körül – 1288, nagyfejedelem: 1279-1288 (Piast-ház)                                                                                               | II. (Fekete) Leszek 1241 körül – 1288, nagyfejedelem: 1279-1288 (Piast-ház)                                                                                               | II. (Fekete) Leszek 1241 körül – 1288, nagyfejedelem: 1279-1288 (Piast-ház)                                                | II. (Fekete) Leszek 1241 körül – 1288, nagyfejedelem: 1279-1288 (Piast-ház)                                                | II. (Fekete) Leszek 1241 körül – 1288, nagyfejedelem: 1279-1288 (Piast-ház)                                                | II. (Fekete) Leszek 1241 körül – 1288, nagyfejedelem: 1279-1288 (Piast-ház)                                                | | | IV./I. (Kis /Łokietek/) Ulászló 1260/1261 – 1333, IV. Ulászló, nagyfejedelem: 1306-1320, I. Ulászló, király: 1320-1333 (Piast-ház) | IV./I. (Kis /Łokietek/) Ulászló 1260/1261 – 1333, IV. Ulászló, nagyfejedelem: 1306-1320, I. Ulászló, király: 1320-1333 (Piast-ház) | IV./I. (Kis /Łokietek/) Ulászló 1260/1261 – 1333, IV. Ulászló, nagyfejedelem: 1306-1320, I. Ulászló, király: 1320-1333 (Piast-ház) | IV./I. (Kis /Łokietek/) Ulászló 1260/1261 – 1333, IV. Ulászló, nagyfejedelem: 1306-1320, I. Ulászló, király: 1320-1333 (Piast-ház) | IV./I. (Kis /Łokietek/) Ulászló 1260/1261 – 1333, IV. Ulászló, nagyfejedelem: 1306-1320, I. Ulászló, király: 1320-1333 (Piast-ház) | IV./I. (Kis /Łokietek/) Ulászló 1260/1261 – 1333, IV. Ulászló, nagyfejedelem: 1306-1320, I. Ulászló, király: 1320-1333 (Piast-ház) |                                                               |                                                               |                                                               |                                                               |  |  |  |  |  |  |  |  |  |  |  |  |  |  |  |  |  |  |  |  |  |  |  |  |  |  |  |  |  |  |  |  |  |  |
|  |  | II. (Jámbor) Henrik 1196/1207 – 1241, nagyfejedelem: 1238-1241 (Piast-ház)                              | II. (Jámbor) Henrik 1196/1207 – 1241, nagyfejedelem: 1238-1241 (Piast-ház)                              | II. (Jámbor) Henrik 1196/1207 – 1241, nagyfejedelem: 1238-1241 (Piast-ház)                              | II. (Jámbor) Henrik 1196/1207 – 1241, nagyfejedelem: 1238-1241 (Piast-ház)                              | II. (Jámbor) Henrik 1196/1207 – 1241, nagyfejedelem: 1238-1241 (Piast-ház)                              | II. (Jámbor) Henrik 1196/1207 – 1241, nagyfejedelem: 1238-1241 (Piast-ház)                              | | | | | | | | | | | I. Przemysł 1220/1221 – 1257, nagy-lengyelországi herceg (Piast-ház)                                                                                           | I. Przemysł 1220/1221 – 1257, nagy-lengyelországi herceg (Piast-ház)                                                                                           | I. Przemysł 1220/1221 – 1257, nagy-lengyelországi herceg (Piast-ház)                                                                                           | I. Przemysł 1220/1221 – 1257, nagy-lengyelországi herceg (Piast-ház)                                                                                           | I. Przemysł 1220/1221 – 1257, nagy-lengyelországi herceg (Piast-ház)                                                                               | I. Przemysł 1220/1221 – 1257, nagy-lengyelországi herceg (Piast-ház)                                                                               | | | | | | | | | | | | | | | II. (Fekete) Leszek 1241 körül – 1288, nagyfejedelem: 1279-1288 (Piast-ház)                                                                                               | II. (Fekete) Leszek 1241 körül – 1288, nagyfejedelem: 1279-1288 (Piast-ház)                                                                                               | II. (Fekete) Leszek 1241 körül – 1288, nagyfejedelem: 1279-1288 (Piast-ház)                                                | II. (Fekete) Leszek 1241 körül – 1288, nagyfejedelem: 1279-1288 (Piast-ház)                                                | II. (Fekete) Leszek 1241 körül – 1288, nagyfejedelem: 1279-1288 (Piast-ház)                                                | II. (Fekete) Leszek 1241 körül – 1288, nagyfejedelem: 1279-1288 (Piast-ház)                                                | | | IV./I. (Kis /Łokietek/) Ulászló 1260/1261 – 1333, IV. Ulászló, nagyfejedelem: 1306-1320, I. Ulászló, király: 1320-1333 (Piast-ház) | IV./I. (Kis /Łokietek/) Ulászló 1260/1261 – 1333, IV. Ulászló, nagyfejedelem: 1306-1320, I. Ulászló, király: 1320-1333 (Piast-ház) | IV./I. (Kis /Łokietek/) Ulászló 1260/1261 – 1333, IV. Ulászló, nagyfejedelem: 1306-1320, I. Ulászló, király: 1320-1333 (Piast-ház) | IV./I. (Kis /Łokietek/) Ulászló 1260/1261 – 1333, IV. Ulászló, nagyfejedelem: 1306-1320, I. Ulászló, király: 1320-1333 (Piast-ház) | IV./I. (Kis /Łokietek/) Ulászló 1260/1261 – 1333, IV. Ulászló, nagyfejedelem: 1306-1320, I. Ulászló, király: 1320-1333 (Piast-ház) | IV./I. (Kis /Łokietek/) Ulászló 1260/1261 – 1333, IV. Ulászló, nagyfejedelem: 1306-1320, I. Ulászló, király: 1320-1333 (Piast-ház) |                                                               |                                                               |                                                               |                                                               |  |  |  |  |  |  |  |  |  |  |  |  |  |  |  |  |  |  |  |  |  |  |  |  |  |  |  |  |  |  |  |  |  |  |
|  |  | | | | | | | | | | | | | | | | | | | | | | | | | | | | | | | | | | | | | | | | | | | | | | | | | | |                                                               |                                                               |                                                               |                                                               |  |  |  |  |  |  |  |  |  |  |  |  |  |  |  |  |  |  |  |  |  |  |  |  |  |  |  |  |  |  |  |  |  |  |
|  |  | (III. /Fehér/) Henrik 1227/ 1230 – 1266, sziléziai herceg (Piast-ház)                                   | (III. /Fehér/) Henrik 1227/ 1230 – 1266, sziléziai herceg (Piast-ház)                                   | (III. /Fehér/) Henrik 1227/ 1230 – 1266, sziléziai herceg (Piast-ház)                                   | (III. /Fehér/) Henrik 1227/ 1230 – 1266, sziléziai herceg (Piast-ház)                                   | (III. /Fehér/) Henrik 1227/ 1230 – 1266, sziléziai herceg (Piast-ház)                                   | (III. /Fehér/) Henrik 1227/ 1230 – 1266, sziléziai herceg (Piast-ház)                                   | | | | | | | | | | | II. Przemysł (Przemysław) 1257 – 1296, nagyfejedelem: 1290-1291 (lemondott), király: 1295-1296 (Piast-ház)                                                     | II. Przemysł (Przemysław) 1257 – 1296, nagyfejedelem: 1290-1291 (lemondott), király: 1295-1296 (Piast-ház)                                                     | II. Przemysł (Przemysław) 1257 – 1296, nagyfejedelem: 1290-1291 (lemondott), király: 1295-1296 (Piast-ház)                                                     | II. Przemysł (Przemysław) 1257 – 1296, nagyfejedelem: 1290-1291 (lemondott), király: 1295-1296 (Piast-ház)                                                     | II. Przemysł (Przemysław) 1257 – 1296, nagyfejedelem: 1290-1291 (lemondott), király: 1295-1296 (Piast-ház)                                         | II. Przemysł (Przemysław) 1257 – 1296, nagyfejedelem: 1290-1291 (lemondott), király: 1295-1296 (Piast-ház)                                         | | | | | | | | | | | I. Károly (Károly Róbert) 1288 – 1342, magyar király: 1308-1342 (Anjou-ház)                                                                                               | I. Károly (Károly Róbert) 1288 – 1342, magyar király: 1308-1342 (Anjou-ház)                                                                                               | I. Károly (Károly Róbert) 1288 – 1342, magyar király: 1308-1342 (Anjou-ház)                                                                                               | I. Károly (Károly Róbert) 1288 – 1342, magyar király: 1308-1342 (Anjou-ház)                                                                                               | I. Károly (Károly Róbert) 1288 – 1342, magyar király: 1308-1342 (Anjou-ház)                                                                                               | I. Károly (Károly Róbert) 1288 – 1342, magyar király: 1308-1342 (Anjou-ház)                                                                                               | | | (Łokietek) Erzsébet 1305 – 1380, magyar királyné (Piast-ház)                                                               | (Łokietek) Erzsébet 1305 – 1380, magyar királyné (Piast-ház)                                                               | (Łokietek) Erzsébet 1305 – 1380, magyar királyné (Piast-ház)                                                               | (Łokietek) Erzsébet 1305 – 1380, magyar királyné (Piast-ház)                                                               | (Łokietek) Erzsébet 1305 – 1380, magyar királyné (Piast-ház)                                                                       | (Łokietek) Erzsébet 1305 – 1380, magyar királyné (Piast-ház)                                                                       | | | III. (Nagy) Kázmér 1310 – 1370, király: 1333-1370 (Piast-ház)                                                                      | III. (Nagy) Kázmér 1310 – 1370, király: 1333-1370 (Piast-ház)                                                                      | III. (Nagy) Kázmér 1310 – 1370, király: 1333-1370 (Piast-ház) | III. (Nagy) Kázmér 1310 – 1370, király: 1333-1370 (Piast-ház) | III. (Nagy) Kázmér 1310 – 1370, király: 1333-1370 (Piast-ház) | III. (Nagy) Kázmér 1310 – 1370, király: 1333-1370 (Piast-ház) |  |  |  |  |  |  |  |  |  |  |  |  |  |  |  |  |  |  |  |  |  |  |  |  |  |  |  |  |  |  |  |  |  |  |
|  |  | (III. /Fehér/) Henrik 1227/ 1230 – 1266, sziléziai herceg (Piast-ház)                                   | (III. /Fehér/) Henrik 1227/ 1230 – 1266, sziléziai herceg (Piast-ház)                                   | (III. /Fehér/) Henrik 1227/ 1230 – 1266, sziléziai herceg (Piast-ház)                                   | (III. /Fehér/) Henrik 1227/ 1230 – 1266, sziléziai herceg (Piast-ház)                                   | (III. /Fehér/) Henrik 1227/ 1230 – 1266, sziléziai herceg (Piast-ház)                                   | (III. /Fehér/) Henrik 1227/ 1230 – 1266, sziléziai herceg (Piast-ház)                                   | | | | | | | | | | | II. Przemysł (Przemysław) 1257 – 1296, nagyfejedelem: 1290-1291 (lemondott), király: 1295-1296 (Piast-ház)                                                     | II. Przemysł (Przemysław) 1257 – 1296, nagyfejedelem: 1290-1291 (lemondott), király: 1295-1296 (Piast-ház)                                                     | II. Przemysł (Przemysław) 1257 – 1296, nagyfejedelem: 1290-1291 (lemondott), király: 1295-1296 (Piast-ház)                                                     | II. Przemysł (Przemysław) 1257 – 1296, nagyfejedelem: 1290-1291 (lemondott), király: 1295-1296 (Piast-ház)                                                     | II. Przemysł (Przemysław) 1257 – 1296, nagyfejedelem: 1290-1291 (lemondott), király: 1295-1296 (Piast-ház)                                         | II. Przemysł (Przemysław) 1257 – 1296, nagyfejedelem: 1290-1291 (lemondott), király: 1295-1296 (Piast-ház)                                         | | | | | | | | | | | I. Károly (Károly Róbert) 1288 – 1342, magyar király: 1308-1342 (Anjou-ház)                                                                                               | I. Károly (Károly Róbert) 1288 – 1342, magyar király: 1308-1342 (Anjou-ház)                                                                                               | I. Károly (Károly Róbert) 1288 – 1342, magyar király: 1308-1342 (Anjou-ház)                                                                                               | I. Károly (Károly Róbert) 1288 – 1342, magyar király: 1308-1342 (Anjou-ház)                                                                                               | I. Károly (Károly Róbert) 1288 – 1342, magyar király: 1308-1342 (Anjou-ház)                                                                                               | I. Károly (Károly Róbert) 1288 – 1342, magyar király: 1308-1342 (Anjou-ház)                                                                                               | | | (Łokietek) Erzsébet 1305 – 1380, magyar királyné (Piast-ház)                                                               | (Łokietek) Erzsébet 1305 – 1380, magyar királyné (Piast-ház)                                                               | (Łokietek) Erzsébet 1305 – 1380, magyar királyné (Piast-ház)                                                               | (Łokietek) Erzsébet 1305 – 1380, magyar királyné (Piast-ház)                                                               | (Łokietek) Erzsébet 1305 – 1380, magyar királyné (Piast-ház)                                                                       | (Łokietek) Erzsébet 1305 – 1380, magyar királyné (Piast-ház)                                                                       | | | III. (Nagy) Kázmér 1310 – 1370, király: 1333-1370 (Piast-ház)                                                                      | III. (Nagy) Kázmér 1310 – 1370, király: 1333-1370 (Piast-ház)                                                                      | III. (Nagy) Kázmér 1310 – 1370, király: 1333-1370 (Piast-ház) | III. (Nagy) Kázmér 1310 – 1370, király: 1333-1370 (Piast-ház) | III. (Nagy) Kázmér 1310 – 1370, király: 1333-1370 (Piast-ház) | III. (Nagy) Kázmér 1310 – 1370, király: 1333-1370 (Piast-ház) |  |  |  |  |  |  |  |  |  |  |  |  |  |  |  |  |  |  |  |  |  |  |  |  |  |  |  |  |  |  |  |  |  |  |
|  |  | | | | | | | | | | | | | | | | | | | | | | | | | | | | | | | | | | | | | | | | | | | | | | | | | | |                                                               |                                                               |                                                               |                                                               |  |  |  |  |  |  |  |  |  |  |  |  |  |  |  |  |  |  |  |  |  |  |  |  |  |  |  |  |  |  |  |  |  |  |
|  |  | | | | | | | | | | | | | | | | | | | | | | | | | | | | | | | | | | | | | | | | | | | | | | | | | | |                                                               |                                                               |                                                               |                                                               |  |  |  |  |  |  |  |  |  |  |  |  |  |  |  |  |  |  |  |  |  |  |  |  |  |  |  |  |  |  |  |  |  |  |
|  |  | IV. (Törvényes) Henrik 1257/1258 – 1290, nagyfejedelem: 1288-1290 (Piast-ház)                           | IV. (Törvényes) Henrik 1257/1258 – 1290, nagyfejedelem: 1288-1290 (Piast-ház)                           | IV. (Törvényes) Henrik 1257/1258 – 1290, nagyfejedelem: 1288-1290 (Piast-ház)                           | IV. (Törvényes) Henrik 1257/1258 – 1290, nagyfejedelem: 1288-1290 (Piast-ház)                           | IV. (Törvényes) Henrik 1257/1258 – 1290, nagyfejedelem: 1288-1290 (Piast-ház)                           | IV. (Törvényes) Henrik 1257/1258 – 1290, nagyfejedelem: 1288-1290 (Piast-ház)                           | | | Judit (Juta) 1271 – 1297, cseh királyné (Habsburg-ház) | Judit (Juta) 1271 – 1297, cseh királyné (Habsburg-ház)                                                                              | Judit (Juta) 1271 – 1297, cseh királyné (Habsburg-ház)                                                                              | Judit (Juta) 1271 – 1297, cseh királyné (Habsburg-ház)                                                                              | Judit (Juta) 1271 – 1297, cseh királyné (Habsburg-ház)                                                                                               | Judit (Juta) 1271 – 1297, cseh királyné (Habsburg-ház)                                                                                               | | | II. Vencel 1271 – 1305, nagyfejedelem: 1291-1300, király: 1300-1305, II. Vencel, cseh király: 1278-1305 (Přemysl-ház)                                          | II. Vencel 1271 – 1305, nagyfejedelem: 1291-1300, király: 1300-1305, II. Vencel, cseh király: 1278-1305 (Přemysl-ház)                                          | II. Vencel 1271 – 1305, nagyfejedelem: 1291-1300, király: 1300-1305, II. Vencel, cseh király: 1278-1305 (Přemysl-ház)                                          | II. Vencel 1271 – 1305, nagyfejedelem: 1291-1300, király: 1300-1305, II. Vencel, cseh király: 1278-1305 (Přemysl-ház)                                          | II. Vencel 1271 – 1305, nagyfejedelem: 1291-1300, király: 1300-1305, II. Vencel, cseh király: 1278-1305 (Přemysl-ház)                              | II. Vencel 1271 – 1305, nagyfejedelem: 1291-1300, király: 1300-1305, II. Vencel, cseh király: 1278-1305 (Přemysl-ház)                              | | | Erzsébet Richeza 1288 – 1335, cseh királyné és lengyel királyné (Piast-ház)                                                                        | Erzsébet Richeza 1288 – 1335, cseh királyné és lengyel királyné (Piast-ház)                                                                        | Erzsébet Richeza 1288 – 1335, cseh királyné és lengyel királyné (Piast-ház)                                                                     | Erzsébet Richeza 1288 – 1335, cseh királyné és lengyel királyné (Piast-ház)                                                                     | Erzsébet Richeza 1288 – 1335, cseh királyné és lengyel királyné (Piast-ház)                                                                     | Erzsébet Richeza 1288 – 1335, cseh királyné és lengyel királyné (Piast-ház)                                                                     | | | | | | | (Magyar) Lajos 1326 – 1382, király: 1370-1382, I. (Nagy) Lajos, magyar király: 1342-1382 (Anjou-ház)                                                                      | (Magyar) Lajos 1326 – 1382, király: 1370-1382, I. (Nagy) Lajos, magyar király: 1342-1382 (Anjou-ház)                                                                      | (Magyar) Lajos 1326 – 1382, király: 1370-1382, I. (Nagy) Lajos, magyar király: 1342-1382 (Anjou-ház)                       | (Magyar) Lajos 1326 – 1382, király: 1370-1382, I. (Nagy) Lajos, magyar király: 1342-1382 (Anjou-ház)                       | (Magyar) Lajos 1326 – 1382, király: 1370-1382, I. (Nagy) Lajos, magyar király: 1342-1382 (Anjou-ház)                       | (Magyar) Lajos 1326 – 1382, király: 1370-1382, I. (Nagy) Lajos, magyar király: 1342-1382 (Anjou-ház)                       | | | | | | | | |                                                               |                                                               |                                                               |                                                               |  |  |  |  |  |  |  |  |  |  |  |  |  |  |  |  |  |  |  |  |  |  |  |  |  |  |  |  |  |  |  |  |  |  |
|  |  | IV. (Törvényes) Henrik 1257/1258 – 1290, nagyfejedelem: 1288-1290 (Piast-ház)                           | IV. (Törvényes) Henrik 1257/1258 – 1290, nagyfejedelem: 1288-1290 (Piast-ház)                           | IV. (Törvényes) Henrik 1257/1258 – 1290, nagyfejedelem: 1288-1290 (Piast-ház)                           | IV. (Törvényes) Henrik 1257/1258 – 1290, nagyfejedelem: 1288-1290 (Piast-ház)                           | IV. (Törvényes) Henrik 1257/1258 – 1290, nagyfejedelem: 1288-1290 (Piast-ház)                           | IV. (Törvényes) Henrik 1257/1258 – 1290, nagyfejedelem: 1288-1290 (Piast-ház)                           | | | Judit (Juta) 1271 – 1297, cseh királyné (Habsburg-ház) | Judit (Juta) 1271 – 1297, cseh királyné (Habsburg-ház)                                                                              | Judit (Juta) 1271 – 1297, cseh királyné (Habsburg-ház)                                                                              | Judit (Juta) 1271 – 1297, cseh királyné (Habsburg-ház)                                                                              | Judit (Juta) 1271 – 1297, cseh királyné (Habsburg-ház)                                                                                               | Judit (Juta) 1271 – 1297, cseh királyné (Habsburg-ház)                                                                                               | | | II. Vencel 1271 – 1305, nagyfejedelem: 1291-1300, király: 1300-1305, II. Vencel, cseh király: 1278-1305 (Přemysl-ház)                                          | II. Vencel 1271 – 1305, nagyfejedelem: 1291-1300, király: 1300-1305, II. Vencel, cseh király: 1278-1305 (Přemysl-ház)                                          | II. Vencel 1271 – 1305, nagyfejedelem: 1291-1300, király: 1300-1305, II. Vencel, cseh király: 1278-1305 (Přemysl-ház)                                          | II. Vencel 1271 – 1305, nagyfejedelem: 1291-1300, király: 1300-1305, II. Vencel, cseh király: 1278-1305 (Přemysl-ház)                                          | II. Vencel 1271 – 1305, nagyfejedelem: 1291-1300, király: 1300-1305, II. Vencel, cseh király: 1278-1305 (Přemysl-ház)                              | II. Vencel 1271 – 1305, nagyfejedelem: 1291-1300, király: 1300-1305, II. Vencel, cseh király: 1278-1305 (Přemysl-ház)                              | | | Erzsébet Richeza 1288 – 1335, cseh királyné és lengyel királyné (Piast-ház)                                                                        | Erzsébet Richeza 1288 – 1335, cseh királyné és lengyel királyné (Piast-ház)                                                                        | Erzsébet Richeza 1288 – 1335, cseh királyné és lengyel királyné (Piast-ház)                                                                     | Erzsébet Richeza 1288 – 1335, cseh királyné és lengyel királyné (Piast-ház)                                                                     | Erzsébet Richeza 1288 – 1335, cseh királyné és lengyel királyné (Piast-ház)                                                                     | Erzsébet Richeza 1288 – 1335, cseh királyné és lengyel királyné (Piast-ház)                                                                     | | | | | | | (Magyar) Lajos 1326 – 1382, király: 1370-1382, I. (Nagy) Lajos, magyar király: 1342-1382 (Anjou-ház)                                                                      | (Magyar) Lajos 1326 – 1382, király: 1370-1382, I. (Nagy) Lajos, magyar király: 1342-1382 (Anjou-ház)                                                                      | (Magyar) Lajos 1326 – 1382, király: 1370-1382, I. (Nagy) Lajos, magyar király: 1342-1382 (Anjou-ház)                       | (Magyar) Lajos 1326 – 1382, király: 1370-1382, I. (Nagy) Lajos, magyar király: 1342-1382 (Anjou-ház)                       | (Magyar) Lajos 1326 – 1382, király: 1370-1382, I. (Nagy) Lajos, magyar király: 1342-1382 (Anjou-ház)                       | (Magyar) Lajos 1326 – 1382, király: 1370-1382, I. (Nagy) Lajos, magyar király: 1342-1382 (Anjou-ház)                       | | | | | | | | |                                                               |                                                               |                                                               |                                                               |  |  |  |  |  |  |  |  |  |  |  |  |  |  |  |  |  |  |  |  |  |  |  |  |  |  |  |  |  |  |  |  |  |  |
|  |  | | | | | | | | | | | | | | | | | | | | | | | | | | | | | | | | | | | | | | | | | | | | | | | | | | |                                                               |                                                               |                                                               |                                                               |  |  |  |  |  |  |  |  |  |  |  |  |  |  |  |  |  |  |  |  |  |  |  |  |  |  |  |  |  |  |  |  |  |  |
|  |  | | | | | | | | | | | | | III. Vencel 1289 – 1306, király: 1305-1306, III. Vencel, cseh király: 1305-1306, Vencel (László), magyar király: 1301-1305 (lemondott) (Přemysl-ház) | III. Vencel 1289 – 1306, király: 1305-1306, III. Vencel, cseh király: 1305-1306, Vencel (László), magyar király: 1301-1305 (lemondott) (Přemysl-ház) | III. Vencel 1289 – 1306, király: 1305-1306, III. Vencel, cseh király: 1305-1306, Vencel (László), magyar király: 1301-1305 (lemondott) (Přemysl-ház)           | III. Vencel 1289 – 1306, király: 1305-1306, III. Vencel, cseh király: 1305-1306, Vencel (László), magyar király: 1301-1305 (lemondott) (Přemysl-ház)           | III. Vencel 1289 – 1306, király: 1305-1306, III. Vencel, cseh király: 1305-1306, Vencel (László), magyar király: 1301-1305 (lemondott) (Přemysl-ház)           | III. Vencel 1289 – 1306, király: 1305-1306, III. Vencel, cseh király: 1305-1306, Vencel (László), magyar király: 1301-1305 (lemondott) (Přemysl-ház)           | | | Zsófia (Zofia Holszańska) 1405 körül – 1461, királyné                                                                                              | Zsófia (Zofia Holszańska) 1405 körül – 1461, királyné                                                                                              | Zsófia (Zofia Holszańska) 1405 körül – 1461, királyné                                                                                              | Zsófia (Zofia Holszańska) 1405 körül – 1461, királyné                                                                                              | Zsófia (Zofia Holszańska) 1405 körül – 1461, királyné                                                                                              | Zsófia (Zofia Holszańska) 1405 körül – 1461, királyné                                                                                              | | | II. (Jagelló) Ulászló 1352/1362 – 1434, király: 1386-1434, Jagelló (Jogaila), litván nagyfejedelem: 1377-1381 és 1382-1401 (Jagelló-ház)        | II. (Jagelló) Ulászló 1352/1362 – 1434, király: 1386-1434, Jagelló (Jogaila), litván nagyfejedelem: 1377-1381 és 1382-1401 (Jagelló-ház)        | II. (Jagelló) Ulászló 1352/1362 – 1434, király: 1386-1434, Jagelló (Jogaila), litván nagyfejedelem: 1377-1381 és 1382-1401 (Jagelló-ház) | II. (Jagelló) Ulászló 1352/1362 – 1434, király: 1386-1434, Jagelló (Jogaila), litván nagyfejedelem: 1377-1381 és 1382-1401 (Jagelló-ház) | II. (Jagelló) Ulászló 1352/1362 – 1434, király: 1386-1434, Jagelló (Jogaila), litván nagyfejedelem: 1377-1381 és 1382-1401 (Jagelló-ház)                                  | II. (Jagelló) Ulászló 1352/1362 – 1434, király: 1386-1434, Jagelló (Jogaila), litván nagyfejedelem: 1377-1381 és 1382-1401 (Jagelló-ház)                                  | | | Szent Hedvig 1374 – 1399, királynő: 1384-1399 (Anjou-ház) | Szent Hedvig 1374 – 1399, királynő: 1384-1399 (Anjou-ház) | Szent Hedvig 1374 – 1399, királynő: 1384-1399 (Anjou-ház)                                                                  | Szent Hedvig 1374 – 1399, királynő: 1384-1399 (Anjou-ház)                                                                  | Szent Hedvig 1374 – 1399, királynő: 1384-1399 (Anjou-ház)                                                                  | Szent Hedvig 1374 – 1399, királynő: 1384-1399 (Anjou-ház)                                                                  | | | | | | | | |                                                               |                                                               |                                                               |                                                               |  |  |  |  |  |  |  |  |  |  |  |  |  |  |  |  |  |  |  |  |  |  |  |  |  |  |  |  |  |  |  |  |  |  |
|  |  | | | | | | | | | | | | | III. Vencel 1289 – 1306, király: 1305-1306, III. Vencel, cseh király: 1305-1306, Vencel (László), magyar király: 1301-1305 (lemondott) (Přemysl-ház) | III. Vencel 1289 – 1306, király: 1305-1306, III. Vencel, cseh király: 1305-1306, Vencel (László), magyar király: 1301-1305 (lemondott) (Přemysl-ház) | III. Vencel 1289 – 1306, király: 1305-1306, III. Vencel, cseh király: 1305-1306, Vencel (László), magyar király: 1301-1305 (lemondott) (Přemysl-ház)           | III. Vencel 1289 – 1306, király: 1305-1306, III. Vencel, cseh király: 1305-1306, Vencel (László), magyar király: 1301-1305 (lemondott) (Přemysl-ház)           | III. Vencel 1289 – 1306, király: 1305-1306, III. Vencel, cseh király: 1305-1306, Vencel (László), magyar király: 1301-1305 (lemondott) (Přemysl-ház)           | III. Vencel 1289 – 1306, király: 1305-1306, III. Vencel, cseh király: 1305-1306, Vencel (László), magyar király: 1301-1305 (lemondott) (Přemysl-ház)           | | | Zsófia (Zofia Holszańska) 1405 körül – 1461, királyné                                                                                              | Zsófia (Zofia Holszańska) 1405 körül – 1461, királyné                                                                                              | Zsófia (Zofia Holszańska) 1405 körül – 1461, királyné                                                                                              | Zsófia (Zofia Holszańska) 1405 körül – 1461, királyné                                                                                              | Zsófia (Zofia Holszańska) 1405 körül – 1461, királyné                                                                                              | Zsófia (Zofia Holszańska) 1405 körül – 1461, királyné                                                                                              | | | II. (Jagelló) Ulászló 1352/1362 – 1434, király: 1386-1434, Jagelló (Jogaila), litván nagyfejedelem: 1377-1381 és 1382-1401 (Jagelló-ház)        | II. (Jagelló) Ulászló 1352/1362 – 1434, király: 1386-1434, Jagelló (Jogaila), litván nagyfejedelem: 1377-1381 és 1382-1401 (Jagelló-ház)        | II. (Jagelló) Ulászló 1352/1362 – 1434, király: 1386-1434, Jagelló (Jogaila), litván nagyfejedelem: 1377-1381 és 1382-1401 (Jagelló-ház) | II. (Jagelló) Ulászló 1352/1362 – 1434, király: 1386-1434, Jagelló (Jogaila), litván nagyfejedelem: 1377-1381 és 1382-1401 (Jagelló-ház) | II. (Jagelló) Ulászló 1352/1362 – 1434, király: 1386-1434, Jagelló (Jogaila), litván nagyfejedelem: 1377-1381 és 1382-1401 (Jagelló-ház)                                  | II. (Jagelló) Ulászló 1352/1362 – 1434, király: 1386-1434, Jagelló (Jogaila), litván nagyfejedelem: 1377-1381 és 1382-1401 (Jagelló-ház)                                  | | | Szent Hedvig 1374 – 1399, királynő: 1384-1399 (Anjou-ház) | Szent Hedvig 1374 – 1399, királynő: 1384-1399 (Anjou-ház) | Szent Hedvig 1374 – 1399, királynő: 1384-1399 (Anjou-ház)                                                                  | Szent Hedvig 1374 – 1399, királynő: 1384-1399 (Anjou-ház)                                                                  | Szent Hedvig 1374 – 1399, királynő: 1384-1399 (Anjou-ház)                                                                  | Szent Hedvig 1374 – 1399, királynő: 1384-1399 (Anjou-ház)                                                                  | | | | | | | | |                                                               |                                                               |                                                               |                                                               |  |  |  |  |  |  |  |  |  |  |  |  |  |  |  |  |  |  |  |  |  |  |  |  |  |  |  |  |  |  |  |  |  |  |
|  |  | | | | | | | | | | | | | | | | | | | | | | | | | | | | | | | | | | | | | | | | | | | | | | | | | | |                                                               |                                                               |                                                               |                                                               |  |  |  |  |  |  |  |  |  |  |  |  |  |  |  |  |  |  |  |  |  |  |  |  |  |  |  |  |  |  |  |  |  |  |
|  |  | | | | | | | | | | | | | | | | | | | | | | | | | | | | | | | | | | | | | | | | | | | | | | | | | | |                                                               |                                                               |                                                               |                                                               |  |  |  |  |  |  |  |  |  |  |  |  |  |  |  |  |  |  |  |  |  |  |  |  |  |  |  |  |  |  |  |  |  |  |
|  |  | | | | | | | | | | | | | | | | | | | | | III. (Várnai) Ulászló 1424 – 1444, király: 1434-1444, I. Ulászló, magyar király: 1440-1444 (Jagelló-ház)                                           | III. (Várnai) Ulászló 1424 – 1444, király: 1434-1444, I. Ulászló, magyar király: 1440-1444 (Jagelló-ház)                                           | III. (Várnai) Ulászló 1424 – 1444, király: 1434-1444, I. Ulászló, magyar király: 1440-1444 (Jagelló-ház)                                           | III. (Várnai) Ulászló 1424 – 1444, király: 1434-1444, I. Ulászló, magyar király: 1440-1444 (Jagelló-ház)                                           | III. (Várnai) Ulászló 1424 – 1444, király: 1434-1444, I. Ulászló, magyar király: 1440-1444 (Jagelló-ház)                                           | III. (Várnai) Ulászló 1424 – 1444, király: 1434-1444, I. Ulászló, magyar király: 1440-1444 (Jagelló-ház)                                           | | | IV. Kázmér 1427 – 1492, király: 1446-1492 (koronázás: 1447), litván nagyfejedelem: 1440-1492 (Jagelló-ház)                                      | IV. Kázmér 1427 – 1492, király: 1446-1492 (koronázás: 1447), litván nagyfejedelem: 1440-1492 (Jagelló-ház)                                      | IV. Kázmér 1427 – 1492, király: 1446-1492 (koronázás: 1447), litván nagyfejedelem: 1440-1492 (Jagelló-ház)                               | IV. Kázmér 1427 – 1492, király: 1446-1492 (koronázás: 1447), litván nagyfejedelem: 1440-1492 (Jagelló-ház)                               | IV. Kázmér 1427 – 1492, király: 1446-1492 (koronázás: 1447), litván nagyfejedelem: 1440-1492 (Jagelló-ház)                                                                | IV. Kázmér 1427 – 1492, király: 1446-1492 (koronázás: 1447), litván nagyfejedelem: 1440-1492 (Jagelló-ház)                                                                | | | | | | | | | | | | | | | | |                                                               |                                                               |                                                               |                                                               |  |  |  |  |  |  |  |  |  |  |  |  |  |  |  |  |  |  |  |  |  |  |  |  |  |  |  |  |  |  |  |  |  |  |
|  |  | | | | | | | | | | | | | | | | | | | | | III. (Várnai) Ulászló 1424 – 1444, király: 1434-1444, I. Ulászló, magyar király: 1440-1444 (Jagelló-ház)                                           | III. (Várnai) Ulászló 1424 – 1444, király: 1434-1444, I. Ulászló, magyar király: 1440-1444 (Jagelló-ház)                                           | III. (Várnai) Ulászló 1424 – 1444, király: 1434-1444, I. Ulászló, magyar király: 1440-1444 (Jagelló-ház)                                           | III. (Várnai) Ulászló 1424 – 1444, király: 1434-1444, I. Ulászló, magyar király: 1440-1444 (Jagelló-ház)                                           | III. (Várnai) Ulászló 1424 – 1444, király: 1434-1444, I. Ulászló, magyar király: 1440-1444 (Jagelló-ház)                                           | III. (Várnai) Ulászló 1424 – 1444, király: 1434-1444, I. Ulászló, magyar király: 1440-1444 (Jagelló-ház)                                           | | | IV. Kázmér 1427 – 1492, király: 1446-1492 (koronázás: 1447), litván nagyfejedelem: 1440-1492 (Jagelló-ház)                                      | IV. Kázmér 1427 – 1492, király: 1446-1492 (koronázás: 1447), litván nagyfejedelem: 1440-1492 (Jagelló-ház)                                      | IV. Kázmér 1427 – 1492, király: 1446-1492 (koronázás: 1447), litván nagyfejedelem: 1440-1492 (Jagelló-ház)                               | IV. Kázmér 1427 – 1492, király: 1446-1492 (koronázás: 1447), litván nagyfejedelem: 1440-1492 (Jagelló-ház)                               | IV. Kázmér 1427 – 1492, király: 1446-1492 (koronázás: 1447), litván nagyfejedelem: 1440-1492 (Jagelló-ház)                                                                | IV. Kázmér 1427 – 1492, király: 1446-1492 (koronázás: 1447), litván nagyfejedelem: 1440-1492 (Jagelló-ház)                                                                | | | | | | | | | | | | | | | | |                                                               |                                                               |                                                               |                                                               |  |  |  |  |  |  |  |  |  |  |  |  |  |  |  |  |  |  |  |  |  |  |  |  |  |  |  |  |  |  |  |  |  |  |
|  |  | | | | | | | | | | | | | | | | | | | | | | | | | | | | | | | | | | | | | | | | | | | | | | | | | | |                                                               |                                                               |                                                               |                                                               |  |  |  |  |  |  |  |  |  |  |  |  |  |  |  |  |  |  |  |  |  |  |  |  |  |  |  |  |  |  |  |  |  |  |
|  |  | | | | | | | | | | | | | | | | | | | | | I. János Albert 1459 – 1501, király: 1492-1501 (Jagelló-ház)                                                                                       | I. János Albert 1459 – 1501, király: 1492-1501 (Jagelló-ház)                                                                                       | I. János Albert 1459 – 1501, király: 1492-1501 (Jagelló-ház)                                                                                       | I. János Albert 1459 – 1501, király: 1492-1501 (Jagelló-ház)                                                                                       | I. János Albert 1459 – 1501, király: 1492-1501 (Jagelló-ház)                                                                                       | I. János Albert 1459 – 1501, király: 1492-1501 (Jagelló-ház)                                                                                       | | | Sándor 1461 – 1506, király: 1501-1506, litván nagyfejedelem: 1492-1506 (Jagelló-ház)                                                            | Sándor 1461 – 1506, király: 1501-1506, litván nagyfejedelem: 1492-1506 (Jagelló-ház)                                                            | Sándor 1461 – 1506, király: 1501-1506, litván nagyfejedelem: 1492-1506 (Jagelló-ház)                                                     | Sándor 1461 – 1506, király: 1501-1506, litván nagyfejedelem: 1492-1506 (Jagelló-ház)                                                     | Sándor 1461 – 1506, király: 1501-1506, litván nagyfejedelem: 1492-1506 (Jagelló-ház)                                                                                      | Sándor 1461 – 1506, király: 1501-1506, litván nagyfejedelem: 1492-1506 (Jagelló-ház)                                                                                      | | | I. (Öreg) Zsigmond 1467 – 1548, király: 1506-1548 (koronázás: 1507), litván nagyfejedelem: 1506-1548 (Jagelló-ház)                                                        | I. (Öreg) Zsigmond 1467 – 1548, király: 1506-1548 (koronázás: 1507), litván nagyfejedelem: 1506-1548 (Jagelló-ház)                                                        | I. (Öreg) Zsigmond 1467 – 1548, király: 1506-1548 (koronázás: 1507), litván nagyfejedelem: 1506-1548 (Jagelló-ház)         | I. (Öreg) Zsigmond 1467 – 1548, király: 1506-1548 (koronázás: 1507), litván nagyfejedelem: 1506-1548 (Jagelló-ház)         | I. (Öreg) Zsigmond 1467 – 1548, király: 1506-1548 (koronázás: 1507), litván nagyfejedelem: 1506-1548 (Jagelló-ház)         | I. (Öreg) Zsigmond 1467 – 1548, király: 1506-1548 (koronázás: 1507), litván nagyfejedelem: 1506-1548 (Jagelló-ház)         | | | | | | | | |                                                               |                                                               |                                                               |                                                               |  |  |  |  |  |  |  |  |  |  |  |  |  |  |  |  |  |  |  |  |  |  |  |  |  |  |  |  |  |  |  |  |  |  |
|  |  | | | | | | | | | | | | | | | | | | | | | I. János Albert 1459 – 1501, király: 1492-1501 (Jagelló-ház)                                                                                       | I. János Albert 1459 – 1501, király: 1492-1501 (Jagelló-ház)                                                                                       | I. János Albert 1459 – 1501, király: 1492-1501 (Jagelló-ház)                                                                                       | I. János Albert 1459 – 1501, király: 1492-1501 (Jagelló-ház)                                                                                       | I. János Albert 1459 – 1501, király: 1492-1501 (Jagelló-ház)                                                                                       | I. János Albert 1459 – 1501, király: 1492-1501 (Jagelló-ház)                                                                                       | | | Sándor 1461 – 1506, király: 1501-1506, litván nagyfejedelem: 1492-1506 (Jagelló-ház)                                                            | Sándor 1461 – 1506, király: 1501-1506, litván nagyfejedelem: 1492-1506 (Jagelló-ház)                                                            | Sándor 1461 – 1506, király: 1501-1506, litván nagyfejedelem: 1492-1506 (Jagelló-ház)                                                     | Sándor 1461 – 1506, király: 1501-1506, litván nagyfejedelem: 1492-1506 (Jagelló-ház)                                                     | Sándor 1461 – 1506, király: 1501-1506, litván nagyfejedelem: 1492-1506 (Jagelló-ház)                                                                                      | Sándor 1461 – 1506, király: 1501-1506, litván nagyfejedelem: 1492-1506 (Jagelló-ház)                                                                                      | | | I. (Öreg) Zsigmond 1467 – 1548, király: 1506-1548 (koronázás: 1507), litván nagyfejedelem: 1506-1548 (Jagelló-ház)                                                        | I. (Öreg) Zsigmond 1467 – 1548, király: 1506-1548 (koronázás: 1507), litván nagyfejedelem: 1506-1548 (Jagelló-ház)                                                        | I. (Öreg) Zsigmond 1467 – 1548, király: 1506-1548 (koronázás: 1507), litván nagyfejedelem: 1506-1548 (Jagelló-ház)         | I. (Öreg) Zsigmond 1467 – 1548, király: 1506-1548 (koronázás: 1507), litván nagyfejedelem: 1506-1548 (Jagelló-ház)         | I. (Öreg) Zsigmond 1467 – 1548, király: 1506-1548 (koronázás: 1507), litván nagyfejedelem: 1506-1548 (Jagelló-ház)         | I. (Öreg) Zsigmond 1467 – 1548, király: 1506-1548 (koronázás: 1507), litván nagyfejedelem: 1506-1548 (Jagelló-ház)         | | | | | | | | |                                                               |                                                               |                                                               |                                                               |  |  |  |  |  |  |  |  |  |  |  |  |  |  |  |  |  |  |  |  |  |  |  |  |  |  |  |  |  |  |  |  |  |  |
|  |  | | | | | | | | | | | | | | | | | | | | | | | | | | | | | | | | | | | | | | | | | | | | | | | | | | |                                                               |                                                               |                                                               |                                                               |  |  |  |  |  |  |  |  |  |  |  |  |  |  |  |  |  |  |  |  |  |  |  |  |  |  |  |  |  |  |  |  |  |  |
|  |  | | | | | | | II. Zsigmond (I.) Ágost 1520 – 1572, király: 1548-1572, litván nagyfejedelem: 1548-1572 (Jagelló-ház) | II. Zsigmond (I.) Ágost 1520 – 1572, király: 1548-1572, litván nagyfejedelem: 1548-1572 (Jagelló-ház) | II. Zsigmond (I.) Ágost 1520 – 1572, király: 1548-1572, litván nagyfejedelem: 1548-1572 (Jagelló-ház)                                                                 | II. Zsigmond (I.) Ágost 1520 – 1572, király: 1548-1572, litván nagyfejedelem: 1548-1572 (Jagelló-ház)                               | II. Zsigmond (I.) Ágost 1520 – 1572, király: 1548-1572, litván nagyfejedelem: 1548-1572 (Jagelló-ház)                               | II. Zsigmond (I.) Ágost 1520 – 1572, király: 1548-1572, litván nagyfejedelem: 1548-1572 (Jagelló-ház)                               | | | (Báthory) István 1533 – 1586, király: 1575-1586 (koronázás: 1576), litván nagyfejedelem: 1575-1586, Báthory István, erdélyi fejedelem: 1571-1586 (Báthory-ház) | (Báthory) István 1533 – 1586, király: 1575-1586 (koronázás: 1576), litván nagyfejedelem: 1575-1586, Báthory István, erdélyi fejedelem: 1571-1586 (Báthory-ház) | (Báthory) István 1533 – 1586, király: 1575-1586 (koronázás: 1576), litván nagyfejedelem: 1575-1586, Báthory István, erdélyi fejedelem: 1571-1586 (Báthory-ház) | (Báthory) István 1533 – 1586, király: 1575-1586 (koronázás: 1576), litván nagyfejedelem: 1575-1586, Báthory István, erdélyi fejedelem: 1571-1586 (Báthory-ház) | (Báthory) István 1533 – 1586, király: 1575-1586 (koronázás: 1576), litván nagyfejedelem: 1575-1586, Báthory István, erdélyi fejedelem: 1571-1586 (Báthory-ház) | (Báthory) István 1533 – 1586, király: 1575-1586 (koronázás: 1576), litván nagyfejedelem: 1575-1586, Báthory István, erdélyi fejedelem: 1571-1586 (Báthory-ház) | | | Anna 1523 – 1596, királyné és litván nagyfejedelemné (társuralkodó) (Jagelló-ház)                                                                  | Anna 1523 – 1596, királyné és litván nagyfejedelemné (társuralkodó) (Jagelló-ház)                                                                  | Anna 1523 – 1596, királyné és litván nagyfejedelemné (társuralkodó) (Jagelló-ház)                                                                  | Anna 1523 – 1596, királyné és litván nagyfejedelemné (társuralkodó) (Jagelló-ház)                                                                  | Anna 1523 – 1596, királyné és litván nagyfejedelemné (társuralkodó) (Jagelló-ház)                                                               | Anna 1523 – 1596, királyné és litván nagyfejedelemné (társuralkodó) (Jagelló-ház)                                                               | | | III. János 1537 – 1592, svéd király: 1568-1592 (Vasa-ház)                                                                                | III. János 1537 – 1592, svéd király: 1568-1592 (Vasa-ház)                                                                                | III. János 1537 – 1592, svéd király: 1568-1592 (Vasa-ház) | III. János 1537 – 1592, svéd király: 1568-1592 (Vasa-ház) | III. János 1537 – 1592, svéd király: 1568-1592 (Vasa-ház) | III. János 1537 – 1592, svéd király: 1568-1592 (Vasa-ház) | | | Katalin 1526 – 1583, svéd királyné (Jagelló-ház)                                                                           | Katalin 1526 – 1583, svéd királyné (Jagelló-ház)                                                                           | Katalin 1526 – 1583, svéd királyné (Jagelló-ház)                                                                           | Katalin 1526 – 1583, svéd királyné (Jagelló-ház)                                                                           | Katalin 1526 – 1583, svéd királyné (Jagelló-ház)                                                                           | Katalin 1526 – 1583, svéd királyné (Jagelló-ház)                                                                           | | | | | | |                                                               |                                                               |                                                               |                                                               |  |  |  |  |  |  |  |  |  |  |  |  |  |  |  |  |  |  |  |  |  |  |  |  |  |  |  |  |  |  |  |  |  |  |
|  |  | | | | | | | II. Zsigmond (I.) Ágost 1520 – 1572, király: 1548-1572, litván nagyfejedelem: 1548-1572 (Jagelló-ház) | II. Zsigmond (I.) Ágost 1520 – 1572, király: 1548-1572, litván nagyfejedelem: 1548-1572 (Jagelló-ház) | II. Zsigmond (I.) Ágost 1520 – 1572, király: 1548-1572, litván nagyfejedelem: 1548-1572 (Jagelló-ház)                                                                 | II. Zsigmond (I.) Ágost 1520 – 1572, király: 1548-1572, litván nagyfejedelem: 1548-1572 (Jagelló-ház)                               | II. Zsigmond (I.) Ágost 1520 – 1572, király: 1548-1572, litván nagyfejedelem: 1548-1572 (Jagelló-ház)                               | II. Zsigmond (I.) Ágost 1520 – 1572, király: 1548-1572, litván nagyfejedelem: 1548-1572 (Jagelló-ház)                               | | | (Báthory) István 1533 – 1586, király: 1575-1586 (koronázás: 1576), litván nagyfejedelem: 1575-1586, Báthory István, erdélyi fejedelem: 1571-1586 (Báthory-ház) | (Báthory) István 1533 – 1586, király: 1575-1586 (koronázás: 1576), litván nagyfejedelem: 1575-1586, Báthory István, erdélyi fejedelem: 1571-1586 (Báthory-ház) | (Báthory) István 1533 – 1586, király: 1575-1586 (koronázás: 1576), litván nagyfejedelem: 1575-1586, Báthory István, erdélyi fejedelem: 1571-1586 (Báthory-ház) | (Báthory) István 1533 – 1586, király: 1575-1586 (koronázás: 1576), litván nagyfejedelem: 1575-1586, Báthory István, erdélyi fejedelem: 1571-1586 (Báthory-ház) | (Báthory) István 1533 – 1586, király: 1575-1586 (koronázás: 1576), litván nagyfejedelem: 1575-1586, Báthory István, erdélyi fejedelem: 1571-1586 (Báthory-ház) | (Báthory) István 1533 – 1586, király: 1575-1586 (koronázás: 1576), litván nagyfejedelem: 1575-1586, Báthory István, erdélyi fejedelem: 1571-1586 (Báthory-ház) | | | Anna 1523 – 1596, királyné és litván nagyfejedelemné (társuralkodó) (Jagelló-ház)                                                                  | Anna 1523 – 1596, királyné és litván nagyfejedelemné (társuralkodó) (Jagelló-ház)                                                                  | Anna 1523 – 1596, királyné és litván nagyfejedelemné (társuralkodó) (Jagelló-ház)                                                                  | Anna 1523 – 1596, királyné és litván nagyfejedelemné (társuralkodó) (Jagelló-ház)                                                                  | Anna 1523 – 1596, királyné és litván nagyfejedelemné (társuralkodó) (Jagelló-ház)                                                               | Anna 1523 – 1596, királyné és litván nagyfejedelemné (társuralkodó) (Jagelló-ház)                                                               | | | III. János 1537 – 1592, svéd király: 1568-1592 (Vasa-ház)                                                                                | III. János 1537 – 1592, svéd király: 1568-1592 (Vasa-ház)                                                                                | III. János 1537 – 1592, svéd király: 1568-1592 (Vasa-ház) | III. János 1537 – 1592, svéd király: 1568-1592 (Vasa-ház) | III. János 1537 – 1592, svéd király: 1568-1592 (Vasa-ház) | III. János 1537 – 1592, svéd király: 1568-1592 (Vasa-ház) | | | Katalin 1526 – 1583, svéd királyné (Jagelló-ház)                                                                           | Katalin 1526 – 1583, svéd királyné (Jagelló-ház)                                                                           | Katalin 1526 – 1583, svéd királyné (Jagelló-ház)                                                                           | Katalin 1526 – 1583, svéd királyné (Jagelló-ház)                                                                           | Katalin 1526 – 1583, svéd királyné (Jagelló-ház)                                                                           | Katalin 1526 – 1583, svéd királyné (Jagelló-ház)                                                                           | | | | | | |                                                               |                                                               |                                                               |                                                               |  |  |  |  |  |  |  |  |  |  |  |  |  |  |  |  |  |  |  |  |  |  |  |  |  |  |  |  |  |  |  |  |  |  |
|  |  | | | | | | | | | | | | | | | | | | | | | | | | | | | | | | | | | | | | | | | | | | | | | | | | | | |                                                               |                                                               |                                                               |                                                               |  |  |  |  |  |  |  |  |  |  |  |  |  |  |  |  |  |  |  |  |  |  |  |  |  |  |  |  |  |  |  |  |  |  |
|  |  | | | | | | | | | | | | | | | | | | | | | | | | | | | | | | | | | | | III. (Waza) Zsigmond 1566 – 1632, király: 1587-1632, litván nagyfejedelem: 1587-1632, Zsigmond, svéd király: 1592-1599 (trónfosztva) (Vasa-ház)                           | | | | | | | | | | | | | | | |                                                               |                                                               |                                                               |                                                               |  |  |  |  |  |  |  |  |  |  |  |  |  |  |  |  |  |  |  |  |  |  |  |  |  |  |  |  |  |  |  |  |  |  |
|  |  | | | | | | | | | | | | | | | | | | | | | | | | | | | | | | | | | | | | | | | | | | | | | | | | | | |                                                               |                                                               |                                                               |                                                               |  |  |  |  |  |  |  |  |  |  |  |  |  |  |  |  |  |  |  |  |  |  |  |  |  |  |  |  |  |  |  |  |  |  |
|  |  | | | | | | | | | | | | | | | | | | | | | | | | | | | | | | | | | | | | | | | | | | | | | | | | | | |                                                               |                                                               |                                                               |                                                               |  |  |  |  |  |  |  |  |  |  |  |  |  |  |  |  |  |  |  |  |  |  |  |  |  |  |  |  |  |  |  |  |  |  |
|  |  | | | | | | | | | | | | | | | | | | | | | | | | | | | | | | | IV. (Waza) Ulászló 1595 – 1648 király: 1632-1648, litván nagyfejedelem: 1632-1648, Ulászló, orosz cár: 1610-1613 (Vasa-ház)              | IV. (Waza) Ulászló 1595 – 1648 király: 1632-1648, litván nagyfejedelem: 1632-1648, Ulászló, orosz cár: 1610-1613 (Vasa-ház)              | IV. (Waza) Ulászló 1595 – 1648 király: 1632-1648, litván nagyfejedelem: 1632-1648, Ulászló, orosz cár: 1610-1613 (Vasa-ház)                                               | IV. (Waza) Ulászló 1595 – 1648 király: 1632-1648, litván nagyfejedelem: 1632-1648, Ulászló, orosz cár: 1610-1613 (Vasa-ház)                                               | IV. (Waza) Ulászló 1595 – 1648 király: 1632-1648, litván nagyfejedelem: 1632-1648, Ulászló, orosz cár: 1610-1613 (Vasa-ház)                                               | IV. (Waza) Ulászló 1595 – 1648 király: 1632-1648, litván nagyfejedelem: 1632-1648, Ulászló, orosz cár: 1610-1613 (Vasa-ház)                                               | | | II. (Waza) János Kázmér 1609 – 1672, király: 1648-1668 (lemondott), litván nagyfejedelem: 1648-1668 (lemondott) (Vasa-ház) | II. (Waza) János Kázmér 1609 – 1672, király: 1648-1668 (lemondott), litván nagyfejedelem: 1648-1668 (lemondott) (Vasa-ház) | II. (Waza) János Kázmér 1609 – 1672, király: 1648-1668 (lemondott), litván nagyfejedelem: 1648-1668 (lemondott) (Vasa-ház) | II. (Waza) János Kázmér 1609 – 1672, király: 1648-1668 (lemondott), litván nagyfejedelem: 1648-1668 (lemondott) (Vasa-ház) | II. (Waza) János Kázmér 1609 – 1672, király: 1648-1668 (lemondott), litván nagyfejedelem: 1648-1668 (lemondott) (Vasa-ház) | II. (Waza) János Kázmér 1609 – 1672, király: 1648-1668 (lemondott), litván nagyfejedelem: 1648-1668 (lemondott) (Vasa-ház) | | | | | | |                                                               |                                                               |                                                               |                                                               |  |  |  |  |  |  |  |  |  |  |  |  |  |  |  |  |  |  |  |  |  |  |  |  |  |  |  |  |  |  |  |  |  |  |